# Estatua-menhir

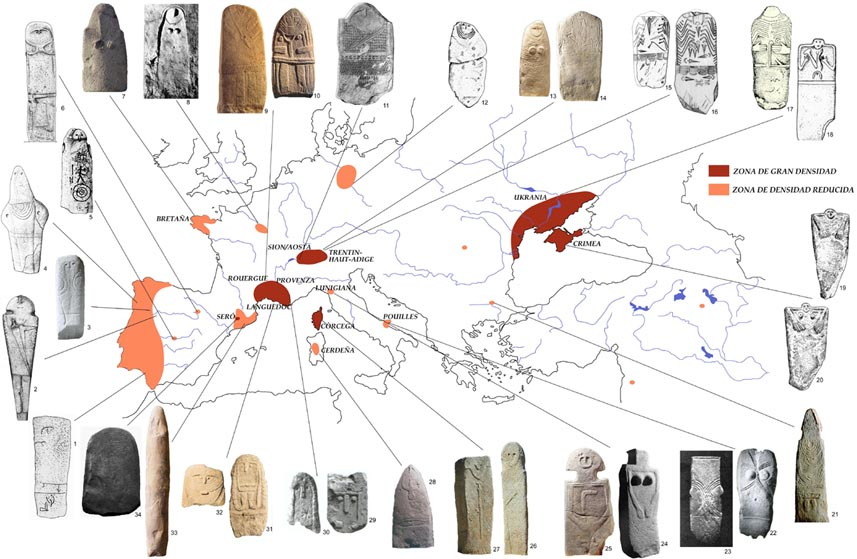
Mapa de estatuas-menhir en Europa. Fotografías y dibujos:
1 + 4. Bueno et. al. 2005;
2. Santonja + Santonja 1978;
3. Jorge 1999;
5. Portela + Jiménez 1996;
6. Romero 1981;
7. Helgouach 1997;
8. Tarrete 1997;
9, 10, 13, 14, 29, 30, 31, 32. Philippon 2002;
11 Corboud y Curdy 2009;
12 Muller 1997;
15, 16, 17, 18, 19, 20, 21, 22, 23. Arnal 1976;
24 + 25 Augusto 1972;
26 + 27 Grosjean 1966;
34 López et. al. 2009

Una estatua-menhir es un menhir, que mide entre medio metro y 5 metros, tallado de forma antropomorfa. En Europa, el periodo de erección de este tipo de megalitos abarca desde finales del Neolítico hasta finales de la Edad del Bronce.

## Definición
El término «estatua-menhir», a veces también como «estela antropomorfa», fue propuesto por primera vez por el religioso francés Hermet en 1898. Su argumento se basa en cinco observaciones:
- las obras que, al ser redondeadas y esculpidas por cada lado, no son estelas, sino estatuas;
- su forma implica que están destinados a ser clavados en el suelo como menhires;
- son obras prehistóricas;
- el parecido del estilo de las estatuas no es una coincidencia, sino un deseo deliberado de reproducir un monumento específico;
- la roca en la que se talló la estela no fue recogida en el mismo lugar donde se erigió la estatua;

El nombre fue adoptado oficialmente en el congreso internacional de antropología y arqueología prehistórica en París en 1900.
El término es, por lo tanto, «una convención para designar una estatua de piedra, destinada a ser hincada en el suelo, cuya datación es implícitamente al menos anterior a la Edad del Hierro, siendo la terminología utilizada después de ese período la de estatua». Esta denominación es generalmente aceptada por la comunidad científica, aunque algunos autores prefieren el de «estela antropomorfa». El término se ha ido consolidando poco a poco, lo que no impide diferencias en los detalles de al definición entre diferentes autores:
- Según Jean Arnal, se trata de «una losa de piedra cuidadosamente ovalada y regularizada a martillazos, plana en su frente y ligeramente abombada por detrás. Puede estar esculpida en bajorrelieve o grabada para representar esquemáticamente a un ser humano o a un dios antropomorfo».[8].
- Según André D'Anna, «una estatua-menhir es un monumento megalítico formado por un solo bloque esculpido en bulto redondo o en bajorrelieve y que representa una figura humana».[9]
- Según Jean-Pierre Serres, «una estatua-menhir es un menhir esculpido que representa una figura humana».[10] La estela, cualquiera que sea su naturaleza rocosa, ha sido regularizada en todas sus caras para representar, a doble cara, grabado o esculpido en bulto redondo, a un personaje.[10]
- «Por el contrario, una estela antropomorfa sólo tiene imágenes en un lado.» [11]
- «[...] una estatua de menhir es una estatua esculpida en un menhir o más precisamente un monumento megalítico formado a partir de un solo bloque [de piedra] esculpido en forma redonda o en bajorrelieve y que representa una figura humana. Los relieves en bulto redondo o en bajorrelieve a veces se complementan o reemplazan con grabados. El personaje está representado total o parcialmente en una o más caras del bloque.»[12].
- Las estelas antropomorfas son «monolitos móviles dispuestos, de altura superior a 25 cm y de forma alargada pero inconstante (subovalada o subrectangular en general), destinados a ser erigido (al menos inicialmente) y cuyos bordes delimitan imágenes grabadas, esculpidas en bajorrelieve o champlevé y a veces recubierto de pintura roja, de aspecto humano, detallado, esquemático o simplemente sugerido por un atributo, completo o parcial, en una o varias caras».[5]

De hecho, la literatura arqueológica denomina un conjunto bastante dispar de piedras esculpidas como estatuas-menhir, pero «el término estatua-menhir sigue siendo de uso conveniente para designar todo el fenómeno y varios autores son partidarios de su uso exclusivo». Los expertos también discuten si las representaciones antropomórficas de algunas estelas corresponden al estado original, cuando se colocaron las piedras, o si se trata de añadidos posteriores.

## Iconografía
Se acostumbra distinguir motivos anatómicos (rostro, senos, brazos, manos, piernas, pies, cabellos) y atributos complementarios (tatuajes o escarificaciones, ropas, armas, objetos simbólicos) que son numerosos, variados y a menudo esquemáticos. La clasificación en grupos resulta del estudio de patrones y atributos, su modo de realización y sus asociaciones. Las asociaciones de rasgos antropomórficos y atributos característicos conducen a la identificación del sexo de los personajes: las estatuas con pechos son consideradas femeninas y las que tienen armas, masculinas. En general, no hay representaciones explícitas del sexo, con excepción de algún caso en Francia y Alemania.
|                                                                      |
| Estatua-menhir femenina de tipo A de Moncigoli I (Moncigoli, Italia) |

|                                                               |
| Estatua-menhir femenina de tipo B de (Licciana Nardi, Italia) |

| |
| Dama de Saint-Sernin (Saint-Sernin-sur-Rance, Francia): representación de una mujer, en la parte superior los ojos, con seis collares y un colgante en «Y» entre sus pechos; los brazos acodados, con las dos manos a los lados; cinturón doble separando las piernas en la parte inferior. |

| |
| Estela de Castrelo do Val (Castrelo do Val, España) 1.- espada con cinturón 2.- elemento desconocido 3.- escudo 4.- carro a.- caja b.- ruedas c.- cuadrúpedo 5.- lanza |

| |
| Estela de Luna (Luna, España): le falta la cabeza; en su cara anterior tiene grabada un escudo, con una escotadura en «V»; debajo una lira, que presenta un gran número de cuerdas y decoración en zigzag, semejante a la phorminx homérica de nueve cuerdas y caja de resonancia semicircular. |

| |
| Menhir I de Rotemburgo-Lindele (Rotemburgo del Néckar, Alemania): ejemplo de estatua-menhir simple, en la que solo se ven dos líneas horizontales como límite de la cara, con agujeros redondos en el centro y líneas para los ojos, la nariz y la boca. Probablemente debajo de la cara se muestre un collar con un colgante. |

## Distribución geográfica
Las estatuas de menhires se encuentran en grupos en regiones extremadamente localizadas en toda Europa, principalmente en Francia, Italia (Valle de Aosta, Trentino-Alto Adigio, Lunigiana, Apulia, Cerdeña), en Ucrania (costa del Mar Negro y Crimea) y, con densidades más bajas, en el oeste de la península ibérica (Cantabria, Extremadura), en Alemania (Sajonia-Anhalt), en Suiza (Valais, Neuchâtel), y algunos ejemplares aislados en las islas británicas, Grecia, Bulgaria y Rumanía.

### Península ibérica
En España y Portugal hubo una evolución continua desde la abstracción megalítica hasta lo figurativo de la Edad del Hierro con:
- estelas y menhires decorados durante el megalitismo;
- montículos con estelas o pilares pintados (Antelas, Pedralta, Juncais, Santa Cruz, Dombate) o grabados (À Roza das Modias, Oiros, Castaneira, etc.), con idénticos motivos en zigzag, serpientes, rombos, etc., incluidas estelas antropomorfas, como la de Anta de Soto.
- estatuas-menhir y estelas antropomorfas con varias subcategorías, como las estelas de guerreros.

La aparición de los menhires-estatuas en la parte occidental de la península pbérica no se produce, por tanto, ex nihilo, sino en un contexto artístico de más de un milenio de antigüedad del que heredó ciertos temas iconográficos. Así que aquí una explicación difusionista es muy improbable.
Existe una gran variedad de estilos, pero hay dos movimientos principales:
- Las estelas de Asturias y Cantabria (Peña Tú, Tabuyo del Monte, Sejos), de formas rectangulares con cima redondeada, sumamente abstractas: motivos geométricos trazados en bandas, quizá motivos en el tejido de las vestimentas. Los personajes suelen ir armados con dagas y más raramente con alabardas (Peña Tú, Sejos).
- Las estelas extremeñas con un grupo muy homogéneo con el rostro inscrito en un óvalo o cuadrilátero con líneas representando cabellos y collares a su alrededor, brazos estilizados con una línea simple extendida con los dedos, con otros motivos antropomorfos (boca, senos) y algunos atributos (cinturón).[24]

Las estatuas-menhir del norte de Portugal se caracterizan por un fuerte polimorfismo: pequeñas estelas de figuras huecas y cejas-nariz en T en relieve en el bloque (Moncorvo, Santa Luzia en Freixo de Espada à Cinta), estatuas relamente grandes con elementos antropomórficos (Chaves, armado con un puñal y una espada; Ermita en Ponte da Barca; Bouça en Mirandela) o esquemática (Serra da Boulhosa, Viana do Castelo, estatua-menhir de São Bartolomeu do Mar). Más recientes son los monumentos del Algarve y el Alentejo (espada de bronce, hacha, símbolo en forma de ancla), quizás para distinguir dignidades, durante la Edad del Bronce.
Durante la Edad del Bronce final y la Edad del Hierro, primero en Extremadura y Andalucía occidental, pero con una amplia zona de difusión hasta el sur de Galicia, aparecieron las estelas de guerrero. Se trata de monumentos vagamente antropomórficos con grabados de una espada, una lanza, un escudo y luego otros objetos militares diversos, como un arco, un casco u objetos personales, tal vez una lira, un peroné, un espejo y con carros de dos o cuatro ruedas, sin saber si es un vehículo de combate o un coche fúnebre. Sin embargo, estos elementos muestran la existencia de una poderosa aristocracia. Quizás la difusión de los modelos mediterráneos contribuyese a una mayor jerarquización de la sociedad y a un aumento de la desigualdad en las poblaciones rurales de Occidente.
Finalmente, se descubrieron varias estatuas-menhir en Cataluña y Aragón, incluyendo la estatua-menhir más grande de Europa, todavía en el lugar, en el Pla de les Pruneres en Mollet, con 4,9 m de altura.

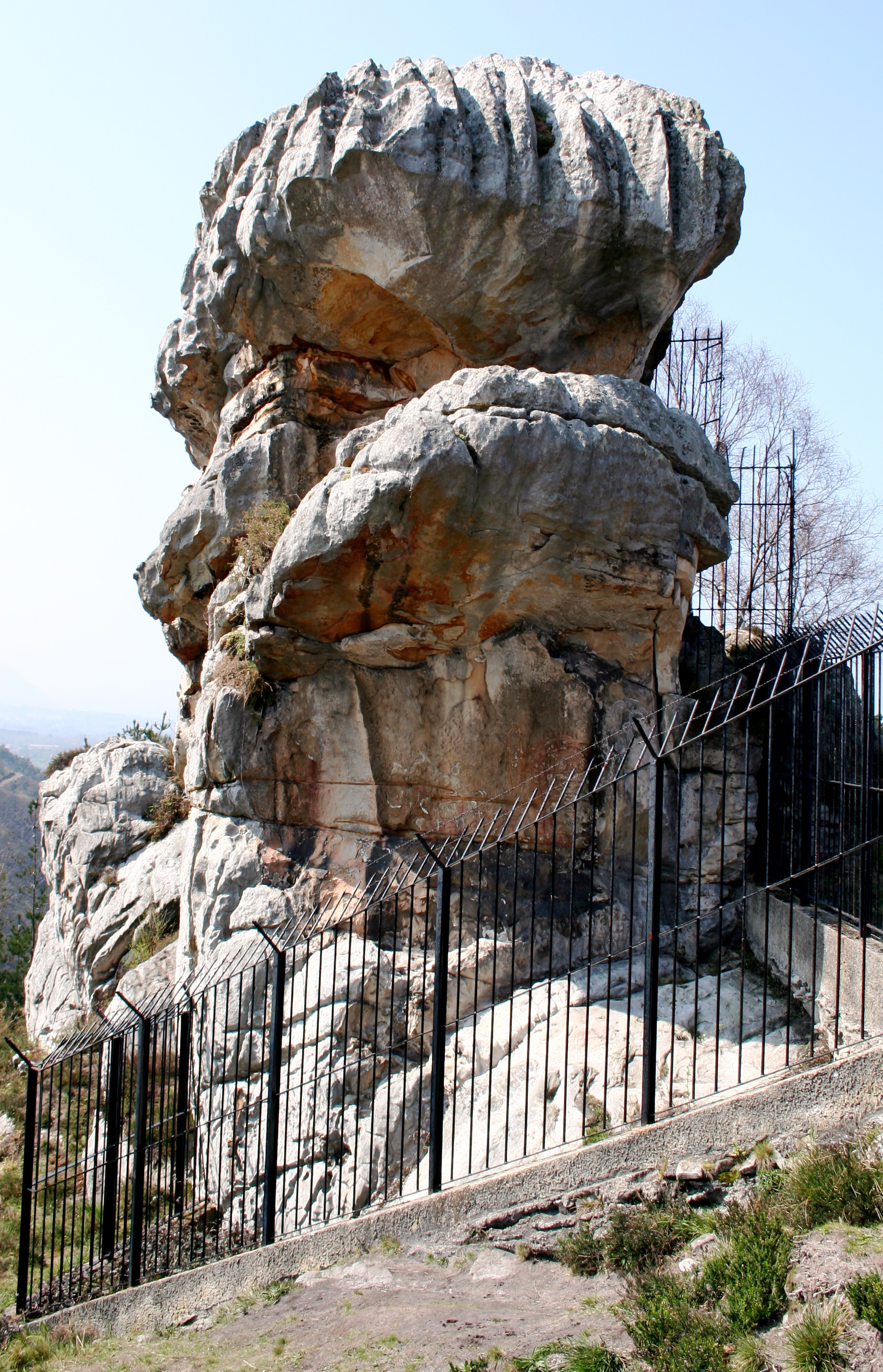
Ídolo de Peña Tú en Llanes (Asturias)
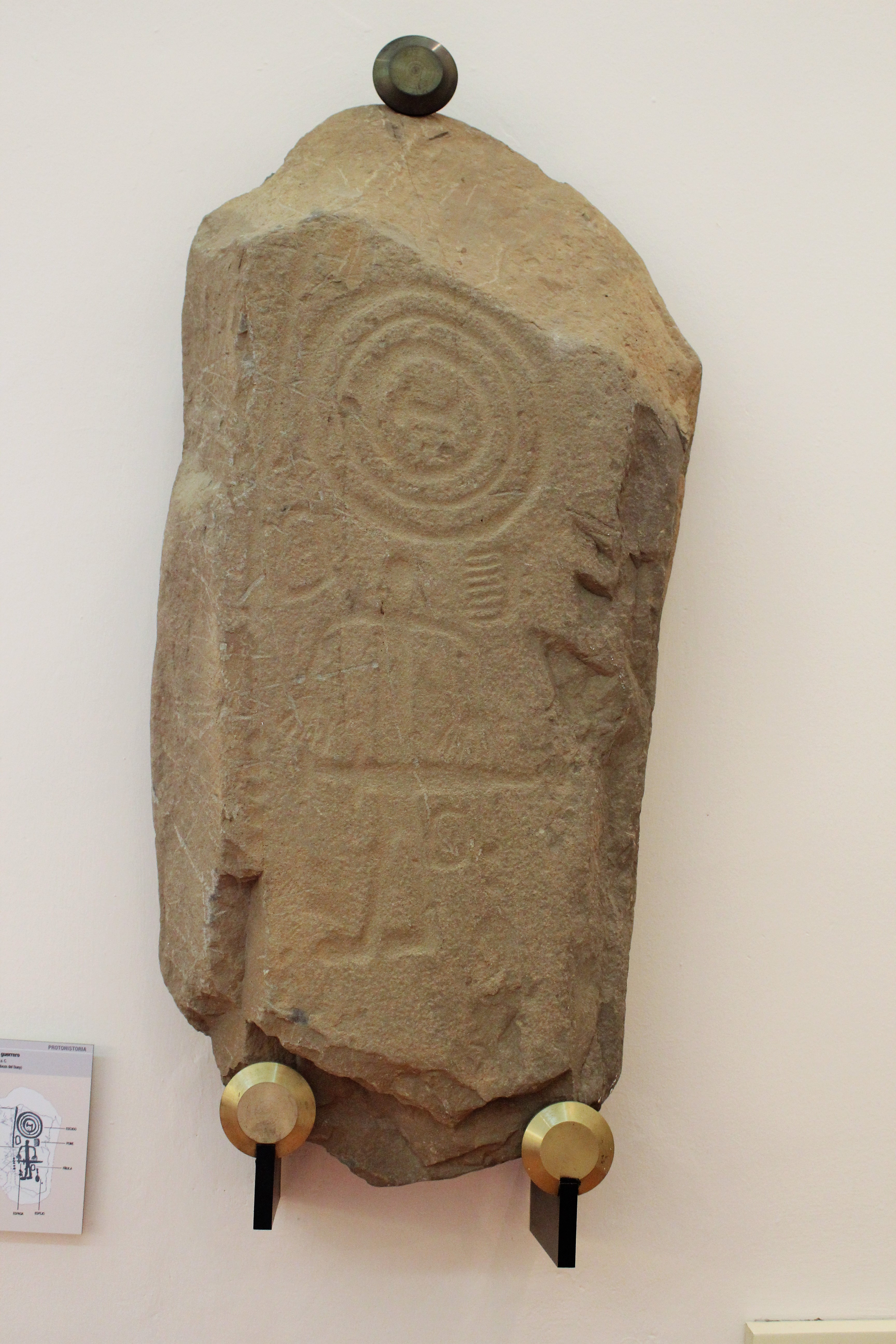
Estela de El Corchito en Cabeza del Buey (Badajoz)
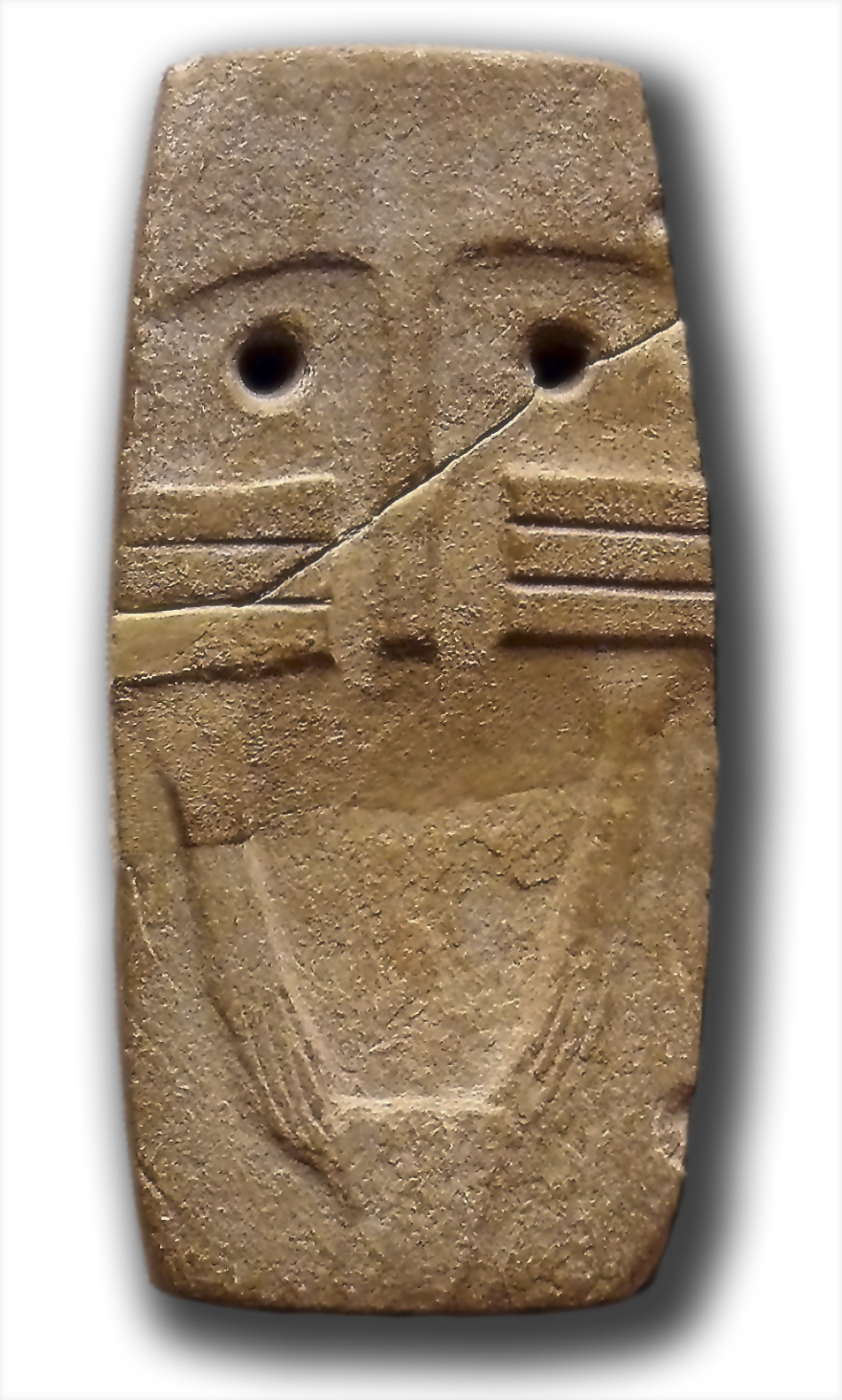
Ídolo de Garrovillas en Garrovillas de Alconétar (Cáceres)
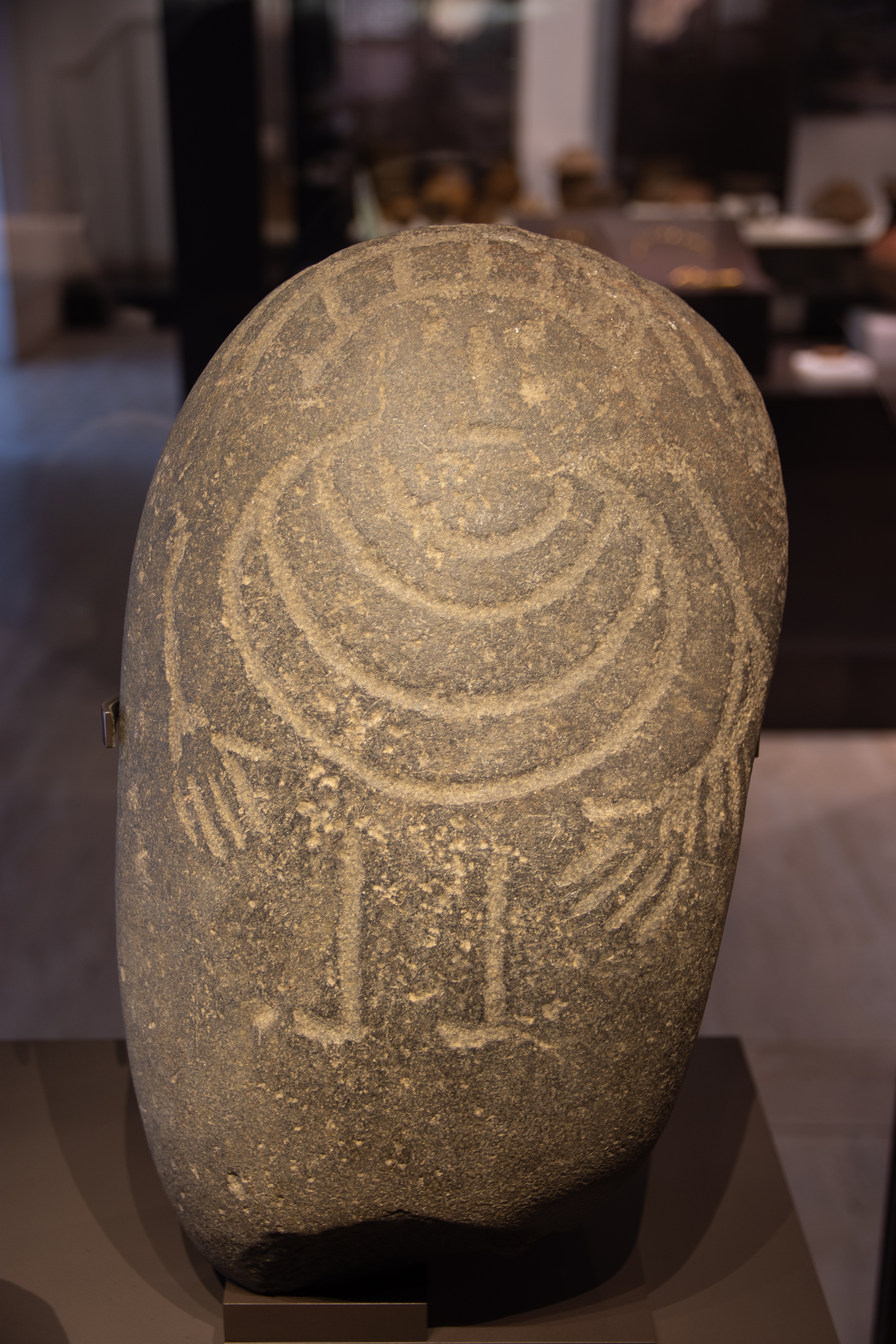
Estela de Ciudad Rodrigo en Ciudad Rodrigo (Salamanca)
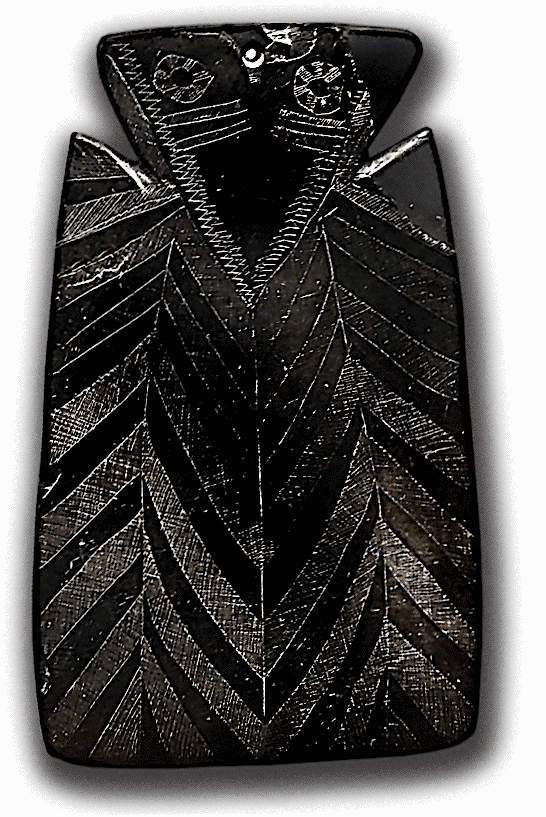
Ídolo-placa de Granja de Céspedes[27] en Badajoz
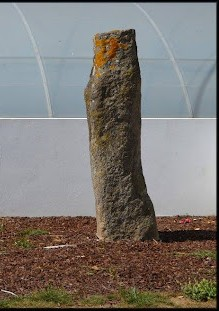
Estatua-menhir de São Bartolomeu do Mar en Esposende (Braga)
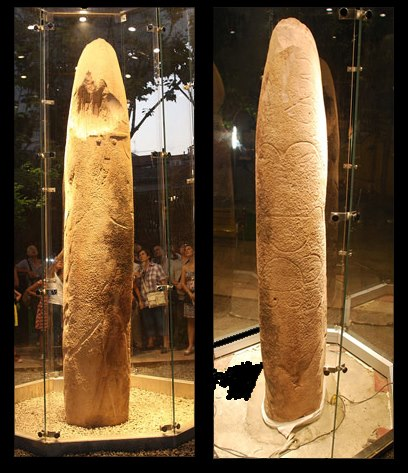
Menhir de Mollet en Mollet (Barcelona)

### Francia

#### Mediodía

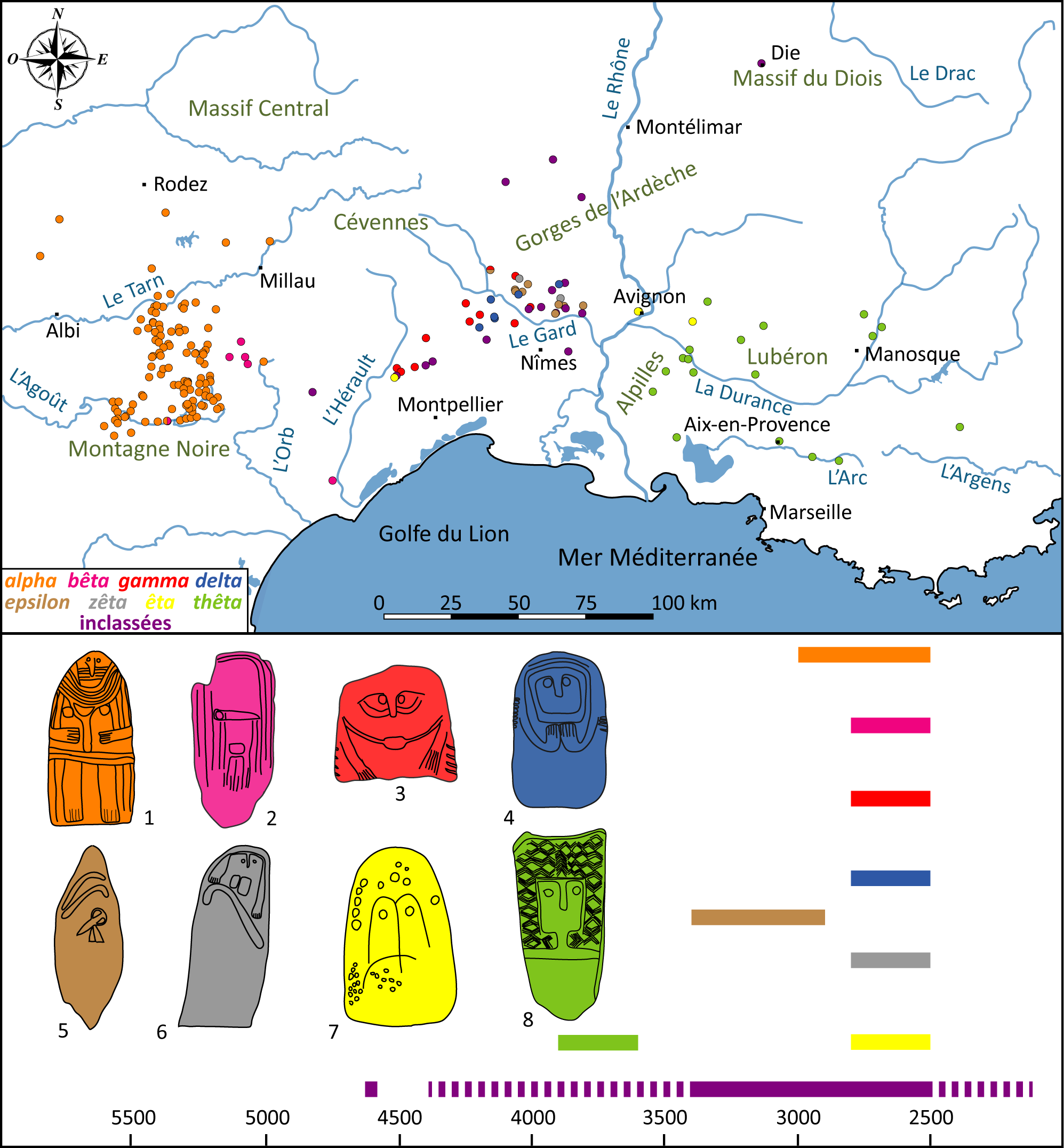
Distribución geográfica y cronológica de los ocho estilos de estatuas-menhir del sur de Francia (véase Masson Mourey 2021, p. 122).

Hay tres grandes áreas con más de 140 estatuas-menhir en el sur de Francia:
- 74 especímenes (tipo rouergat) en Occitania (Tarn, Aveyron y en el oeste del departamento de Hérault), incluida la piedra plantada de Lacaune, una de las estatuas-menhir más grandes de Europa con 4,50 m[28] y la igualmente alta estatua-menhir de Cantoul. Una característica esencial de las estelas de esta región, que también se pueden encontrar de manera similar en Cataluña (estatua-menhir de Ca l'Estrada) es un cinturón ancho, en su mayor parte claramente visible, cuyos extremos –a menudo con flecos– cuelgan.
- 36 ejemplares en el Languedoc (tipo Garrigues, en el este del departamento de Hérault y en los departamentos de Gard y Ardèche)
- 34 especímenes en Provenza (tipo provenzal) con partes faciales con relieve negativo (estatuas de Beaucet, Front de Malte y 1-3 de Lombarde).

En el sur de Francia y en la Península ibérica, algunos ejemplares están grabados con un báculo.

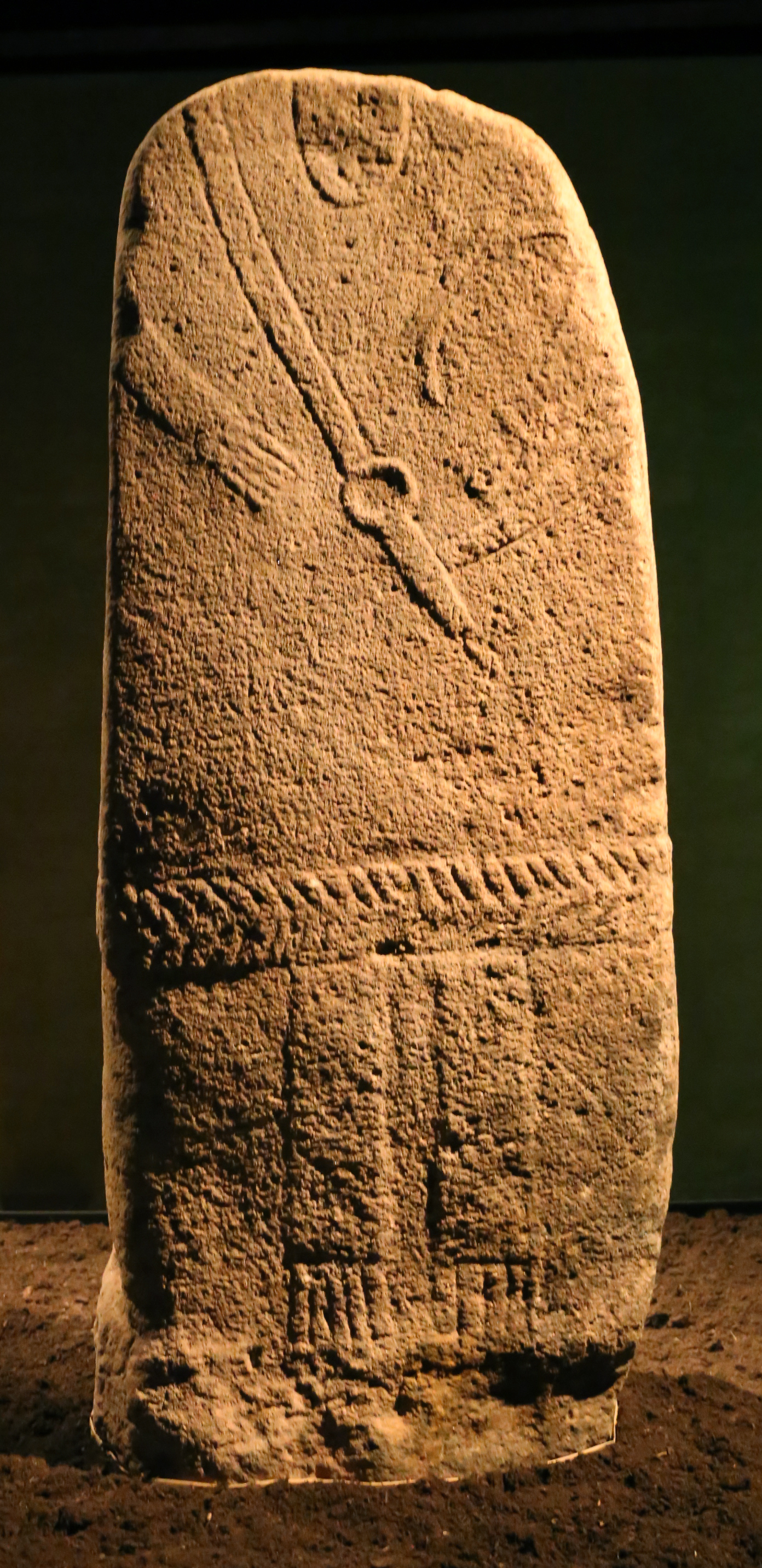
Estatua-menhir de Maurels (grupo rouergat)
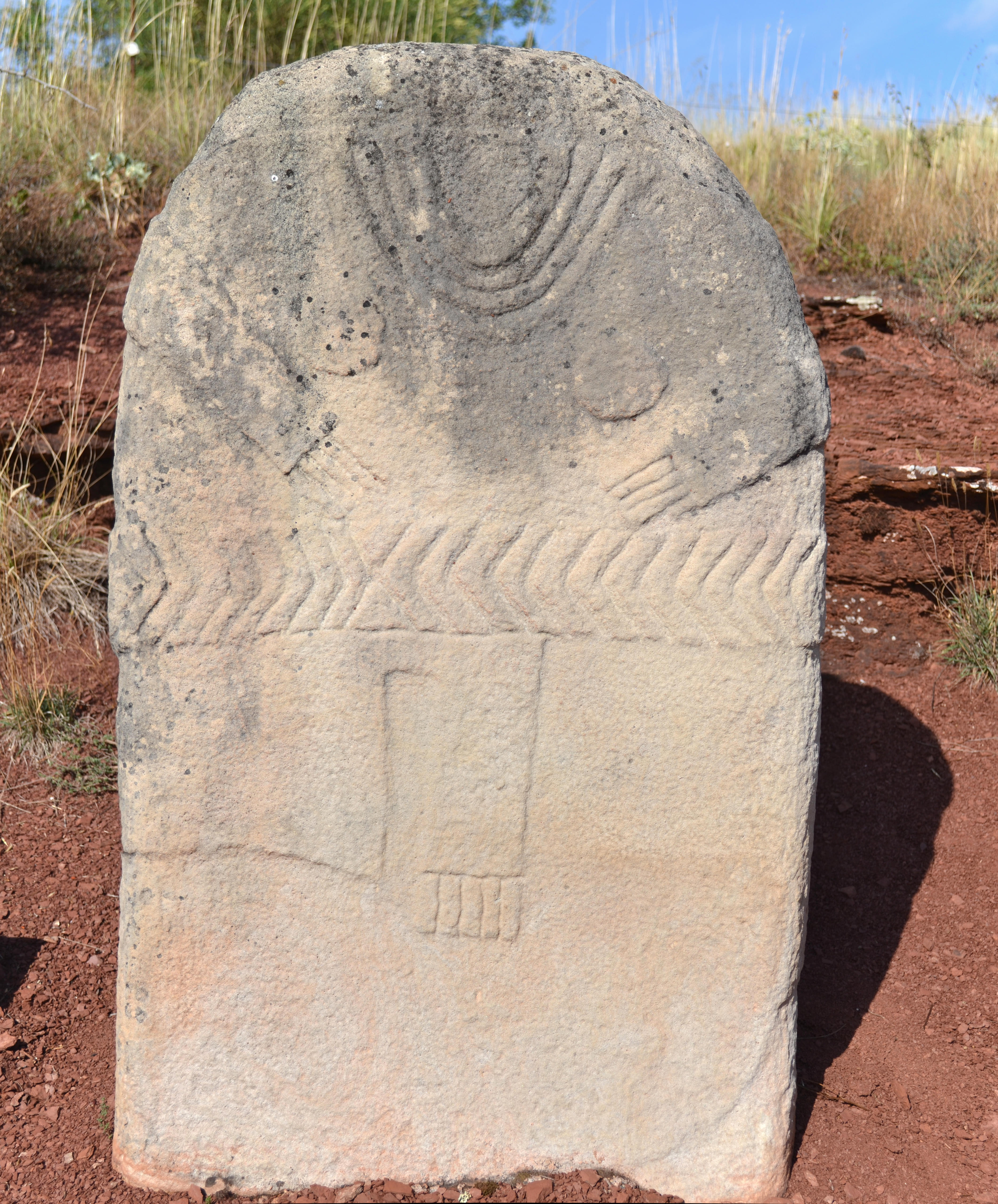
Estatua-menhir del Mas d'Azaïs (grupo rouergat)
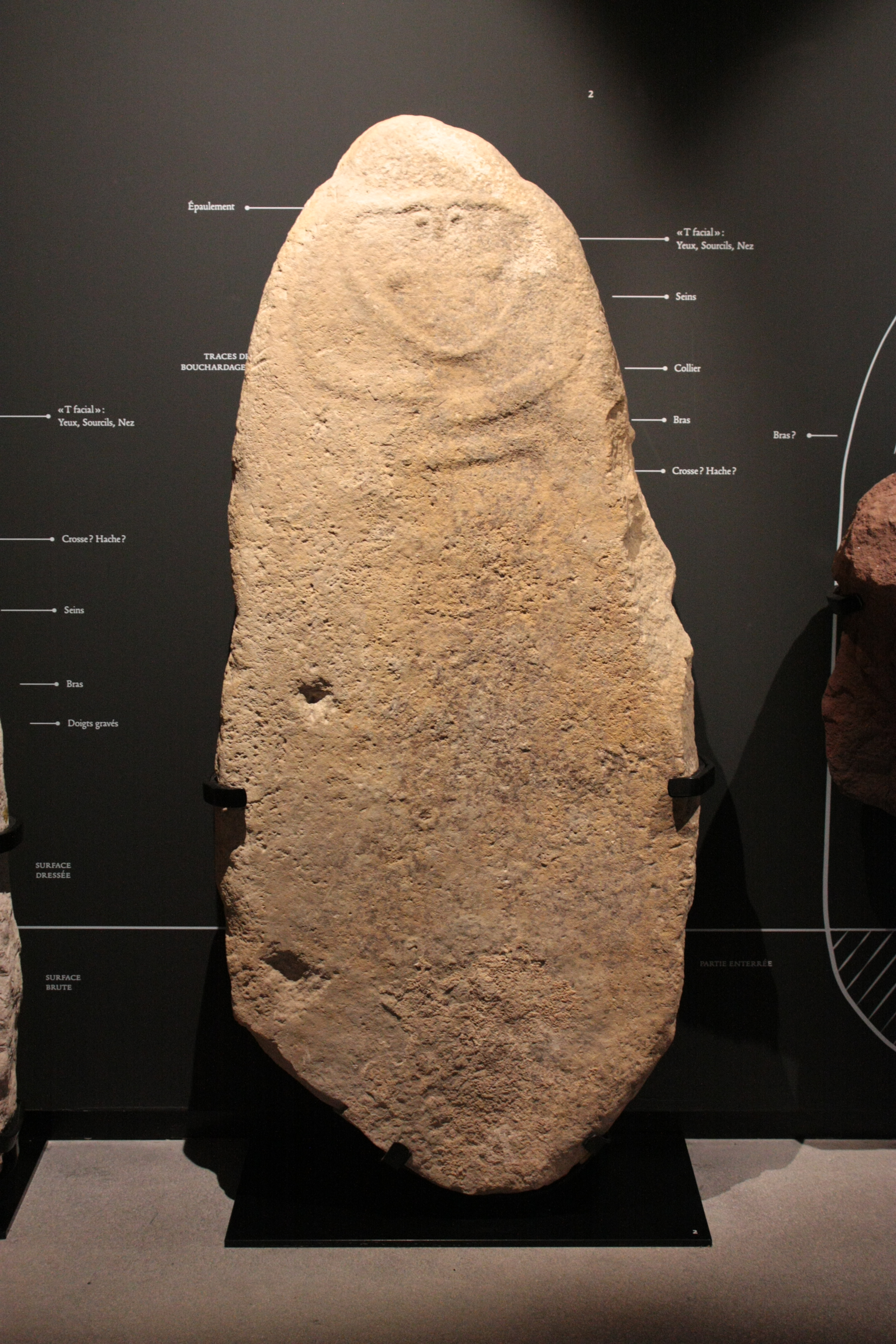
Estatua-menhir de Collorgues (grupo du Languedoc)
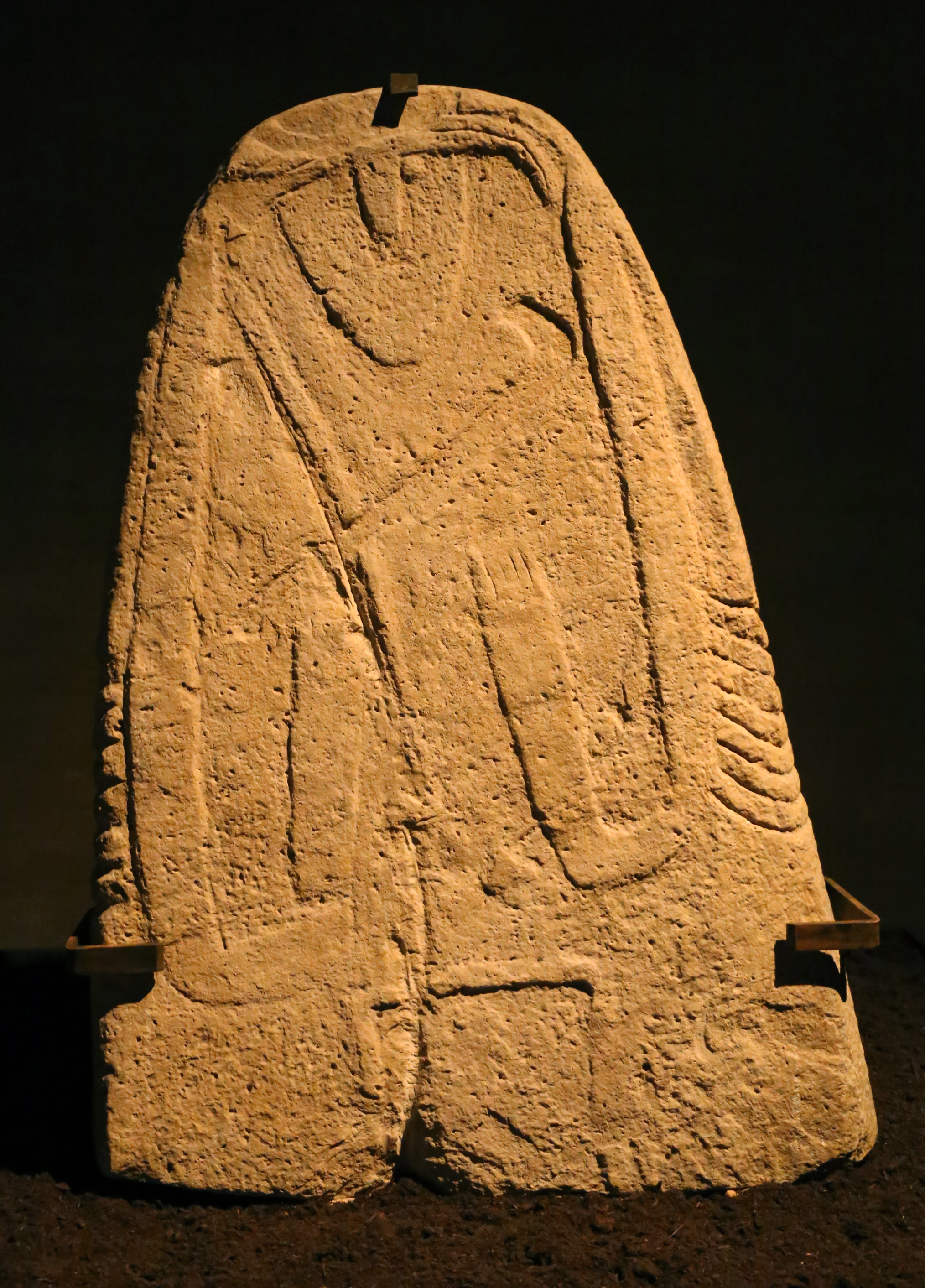
Estatua-menhir de Rosseironne (grupo du Languedoc)
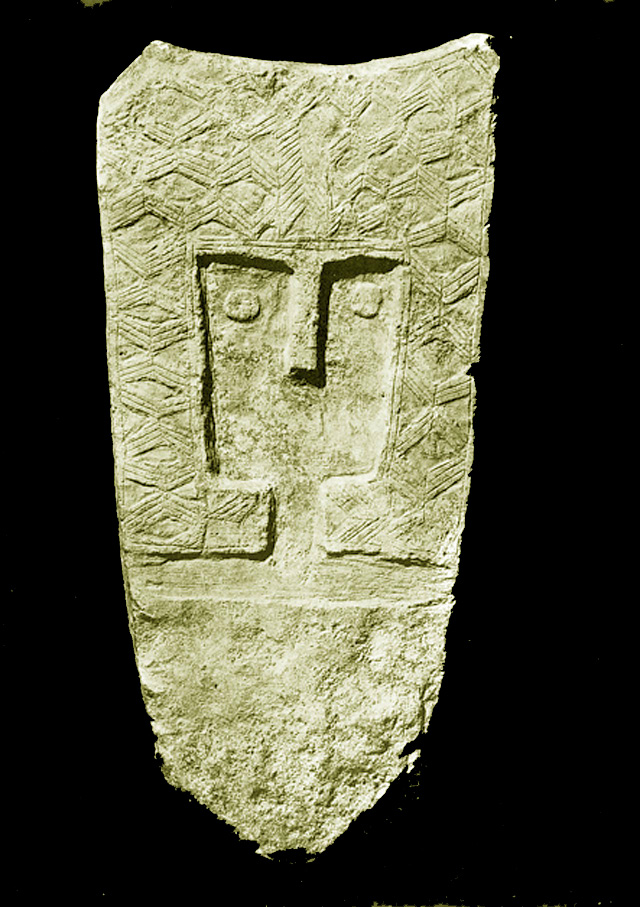
Estela de Lauris (grupo provenzal)
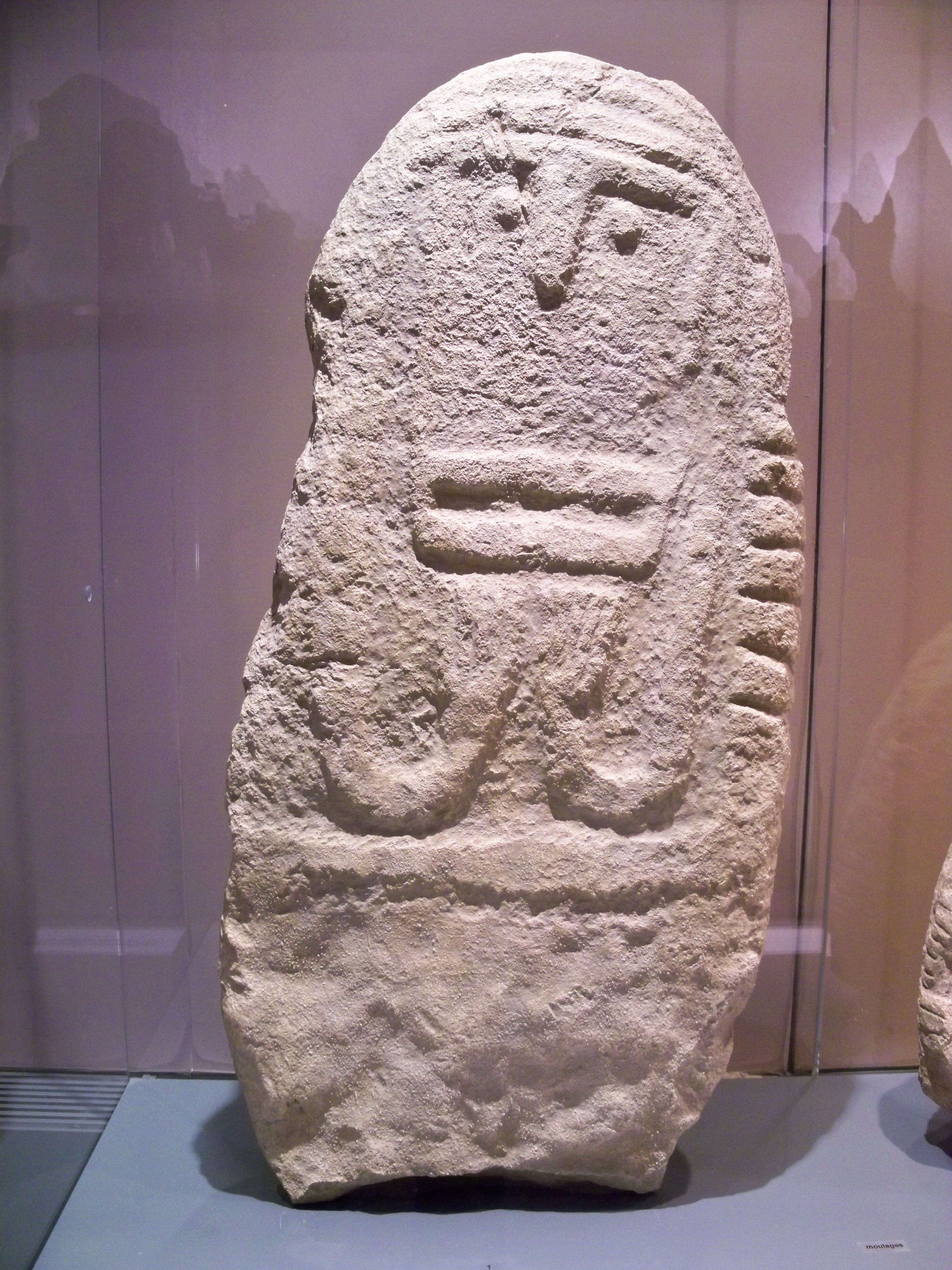
Estatua-menhir de Quinson (grupo provenzal)

#### Córcega
En 1967, Roger Grosjean presentó una clasificación tipológica de 6 niveles de menhires y estatuas-menhir corsos, basada principalmente en la presencia o ausencia de armas.
- Nivel 1: Monolitos o baityloi de menos de un metro de altura;
- Nivel 2: Protoantropomorfo, la forma humana mostrada esquemáticamente;
- Nivel 3: Figura antropomorfa con cabeza y cuerpo separados; rara vez más de dos metros de altura, divididos en:
- Nivel 4: «estatuas-menhir meridionales, desarmadas», tienen detalles anatómicos, especialmente en la cara (ojos, nariz, boca);
- Nivel 5: «estatuas-menhir meridionales, armadas», con espadas, dagas y yelmos o corazas; los detalles anatómicos no están trabajados (cinturón y taparrabos);
- Nivel 6: «estatuas-menhir septentrionales, desarmadas», más delgadas y finas que las estatuas anteriores; cuello y orejas largas.

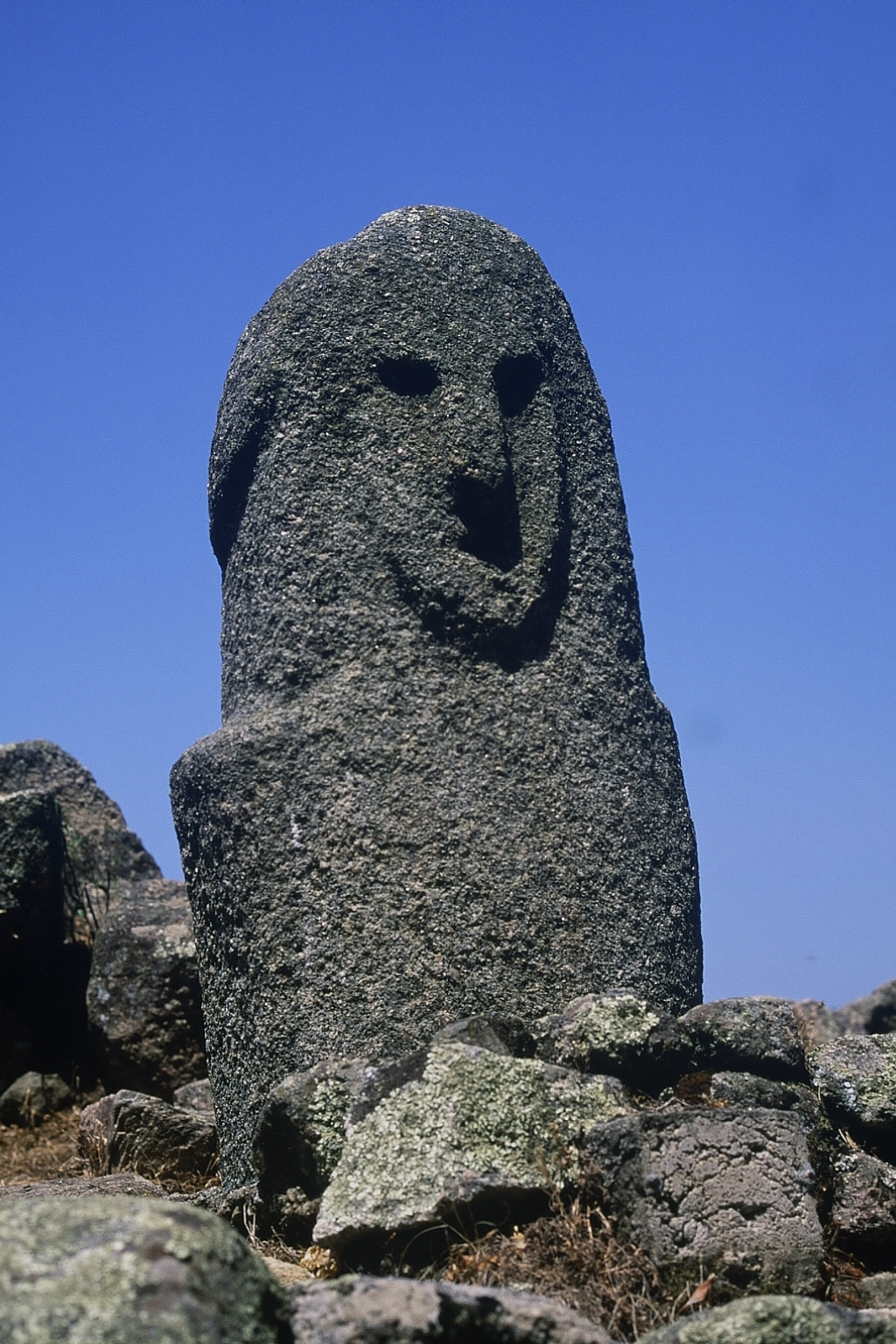
Estatua-menhir de Filitosa IX (grupo corso)
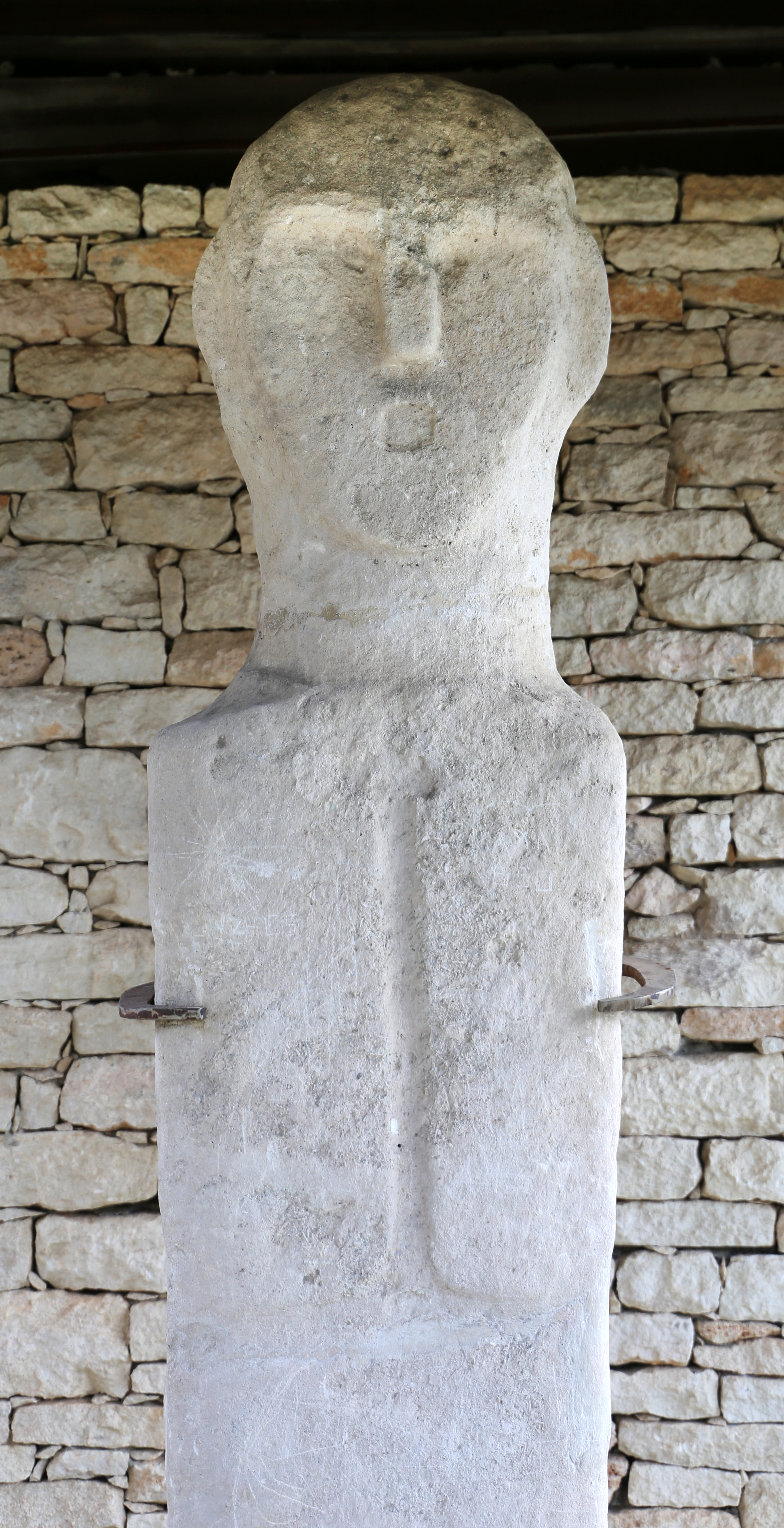
Estatua-menhir de U Nativu (grupo corso)
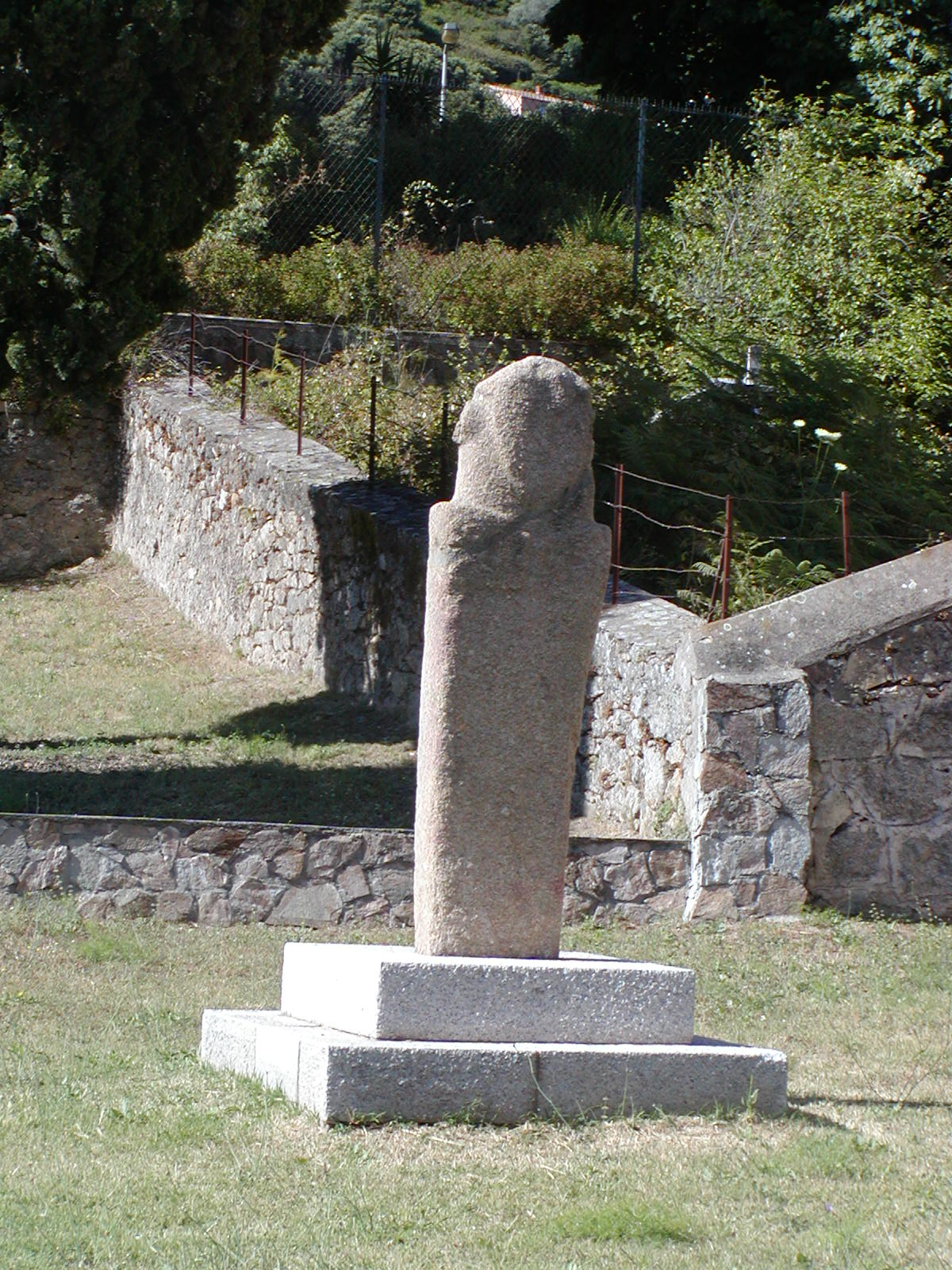
Estatua-menhir de Apricciani (grupo corso)
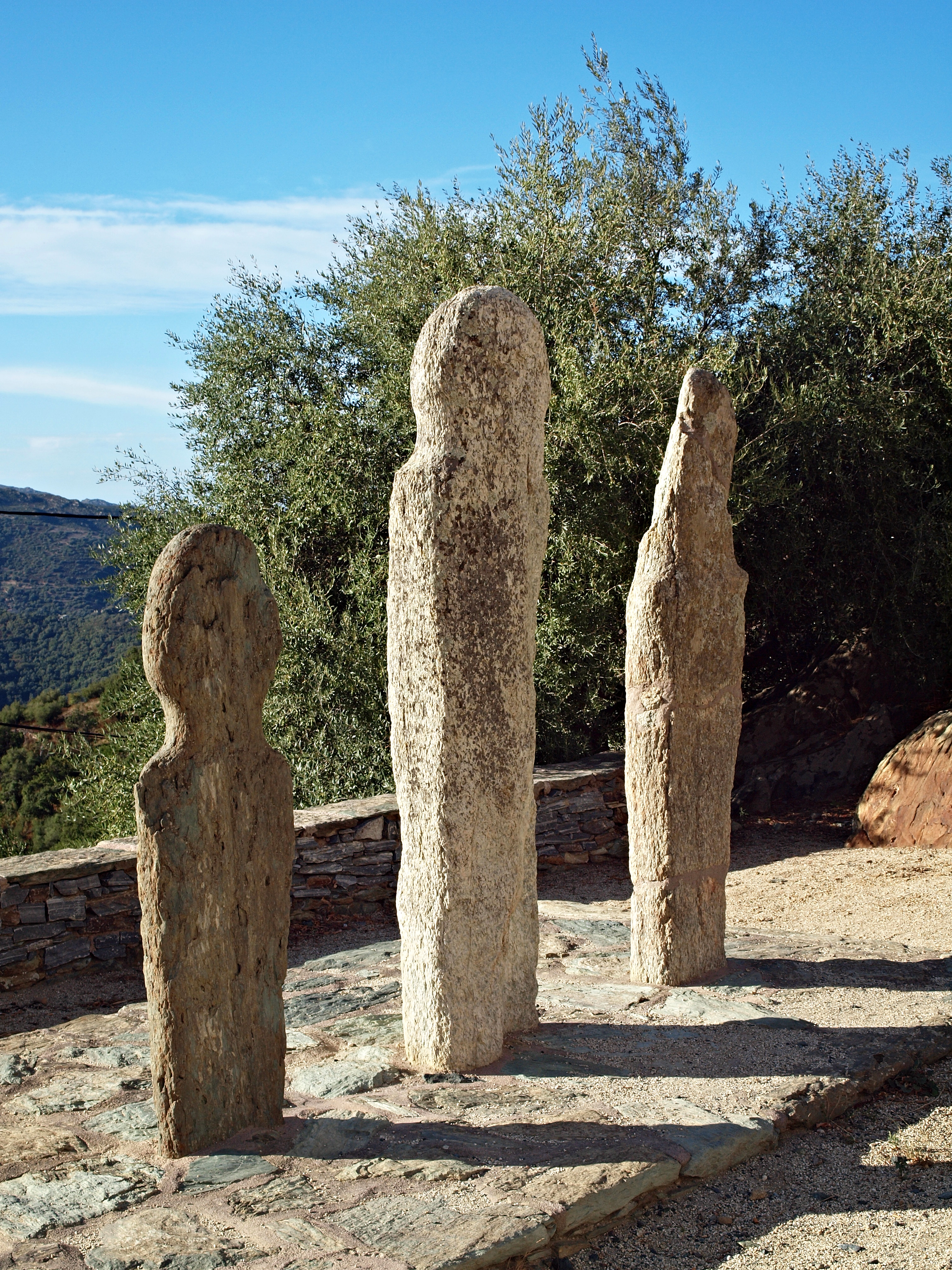
Estatuas-menhir de Piève (grupo corso)

### Italia

#### Apulia, Liguria, Toscana
Un grupo de estatuas-menhir pequeñas y estelas de Daunias (Stele di Siponto) se encuentran en Castelluccio dei Sauri y Bovino en Apulia. Se han encontrado más de 60 estatuas-menhir en la región histórica de Lunigiana (ahora en gran parte idéntica a las provincias de La Spezia y Massa-Carrara), incluidas varias mujeres. Muchas piedras fueron llevadas en la segunda mitad del siglo XX al Museo delle statue stele della Lunigiana en Pontremoli.

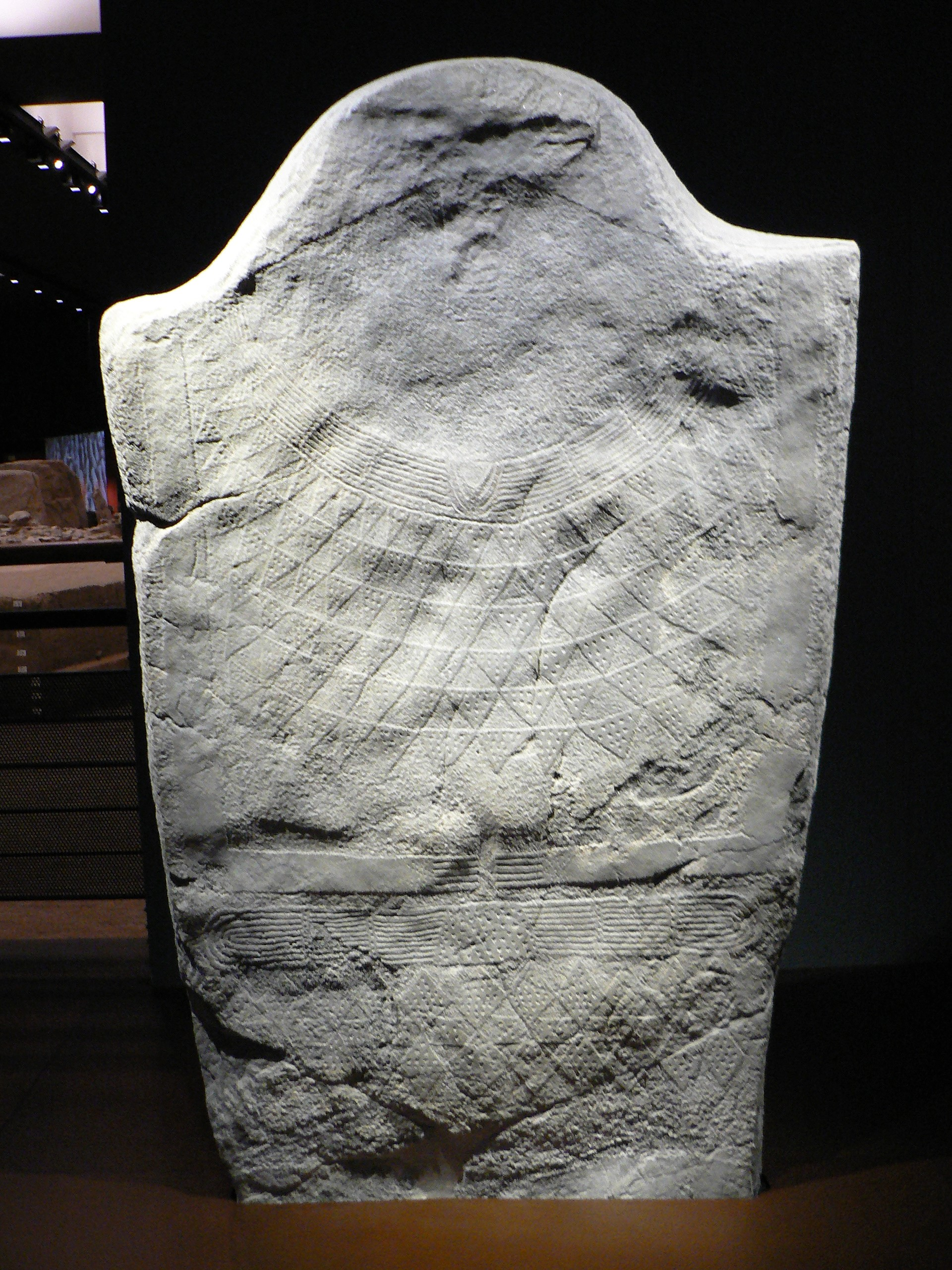
Estela n.° 3 de San Martín de Corleans (Aosta)
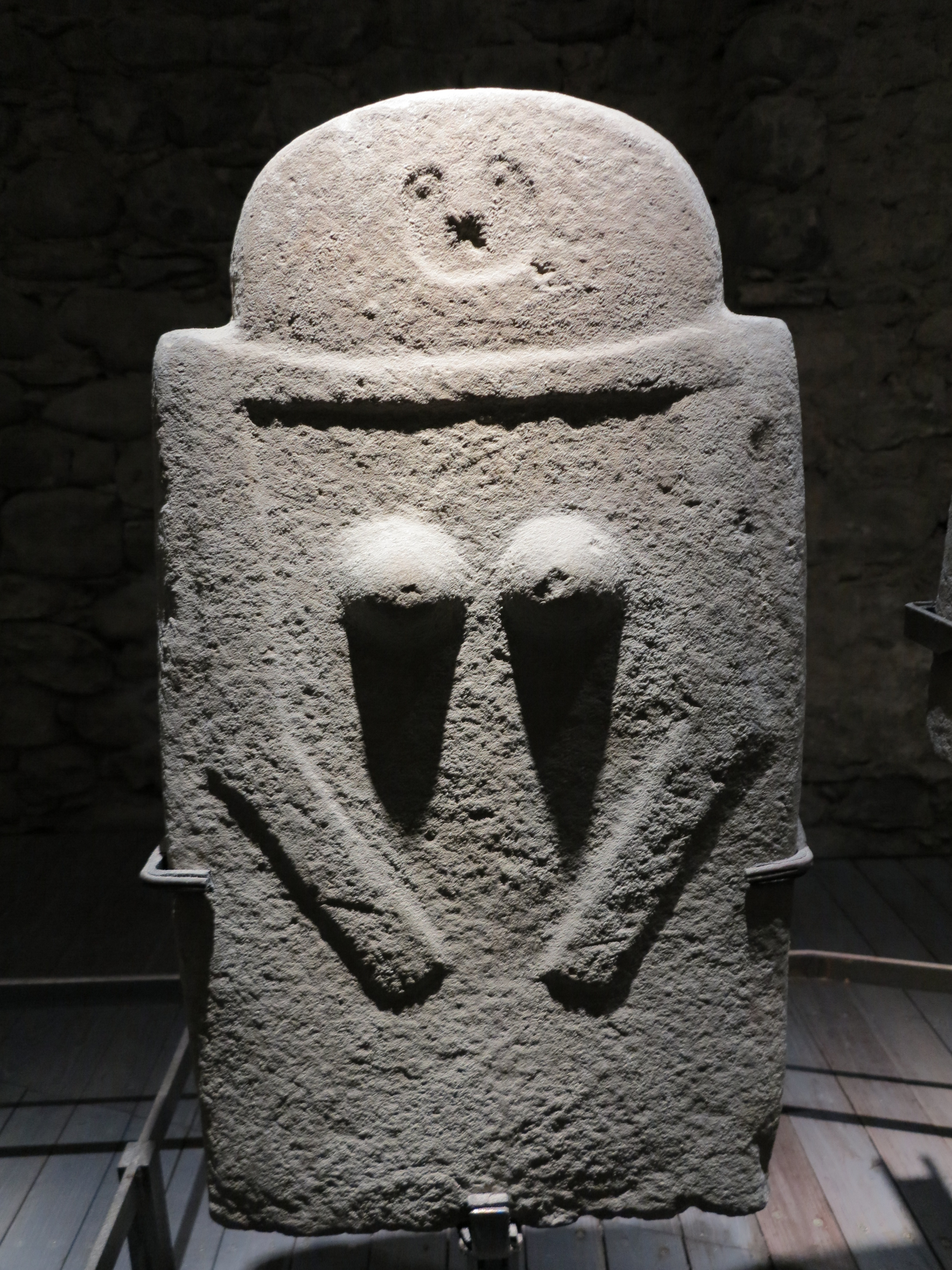
Estela femenina de tipo A (Lunigiana)
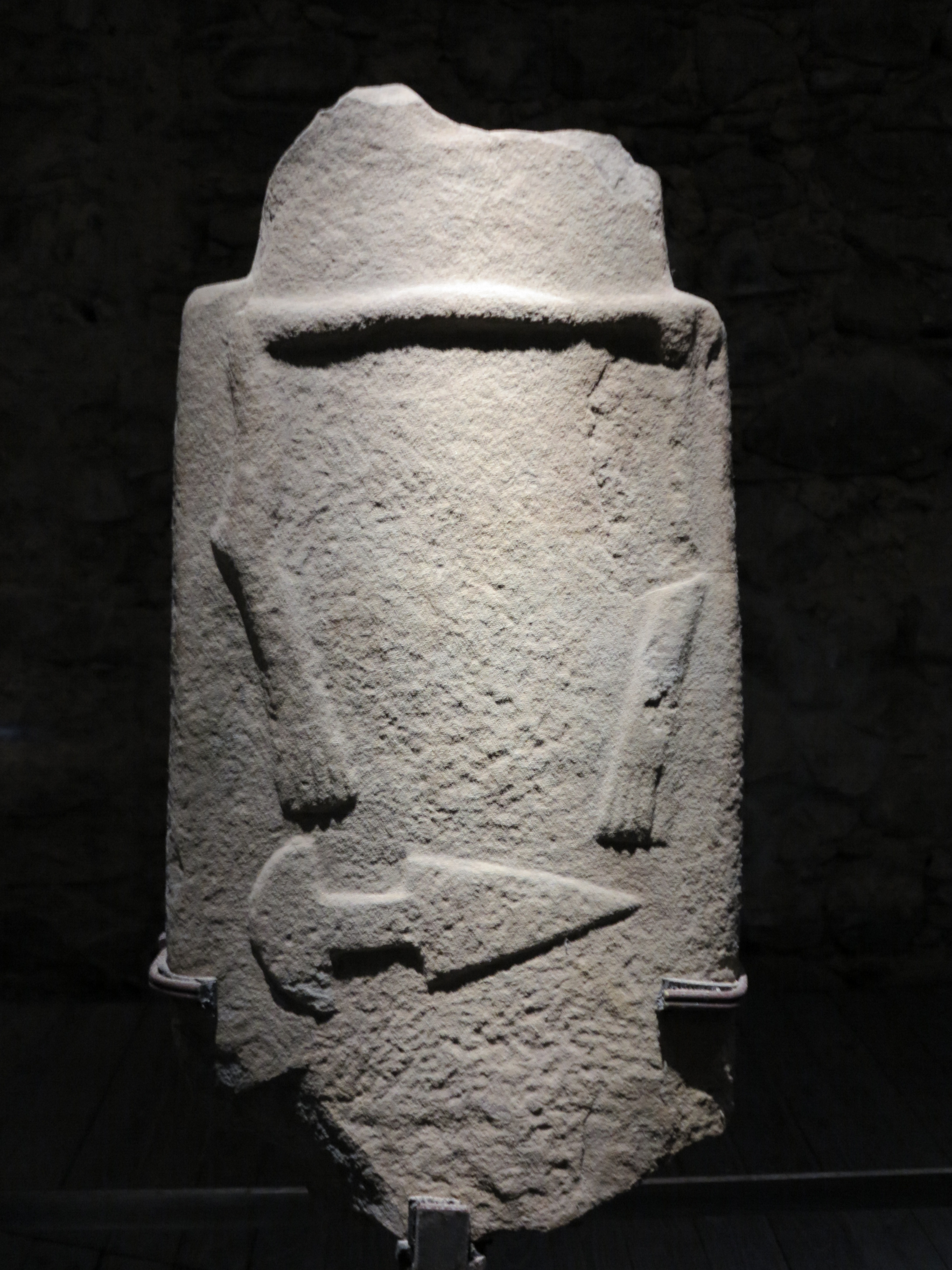
Estela masculina de tipo A (Lunigiana)
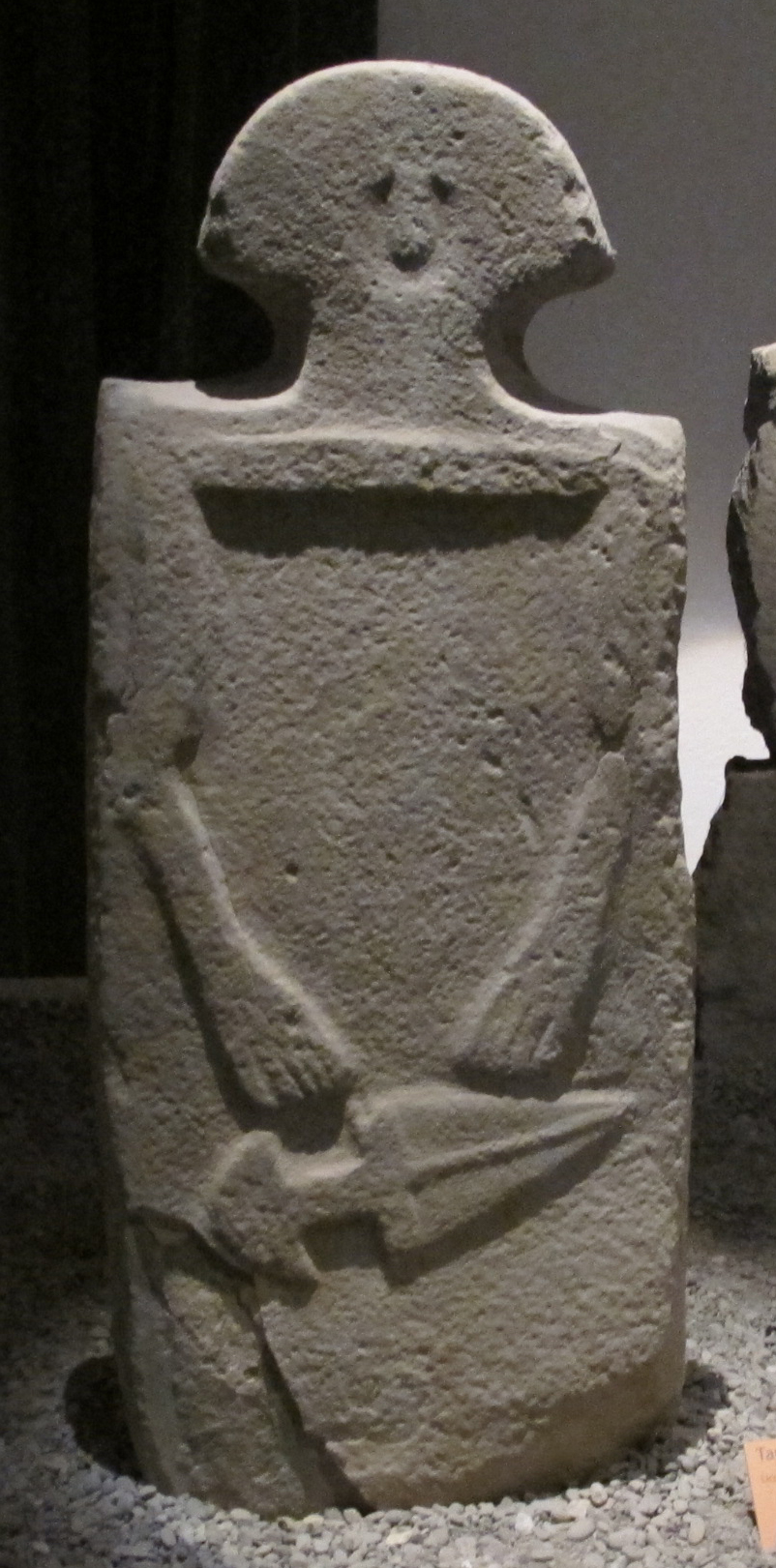
Estela masculina de type B (Lunigiana)
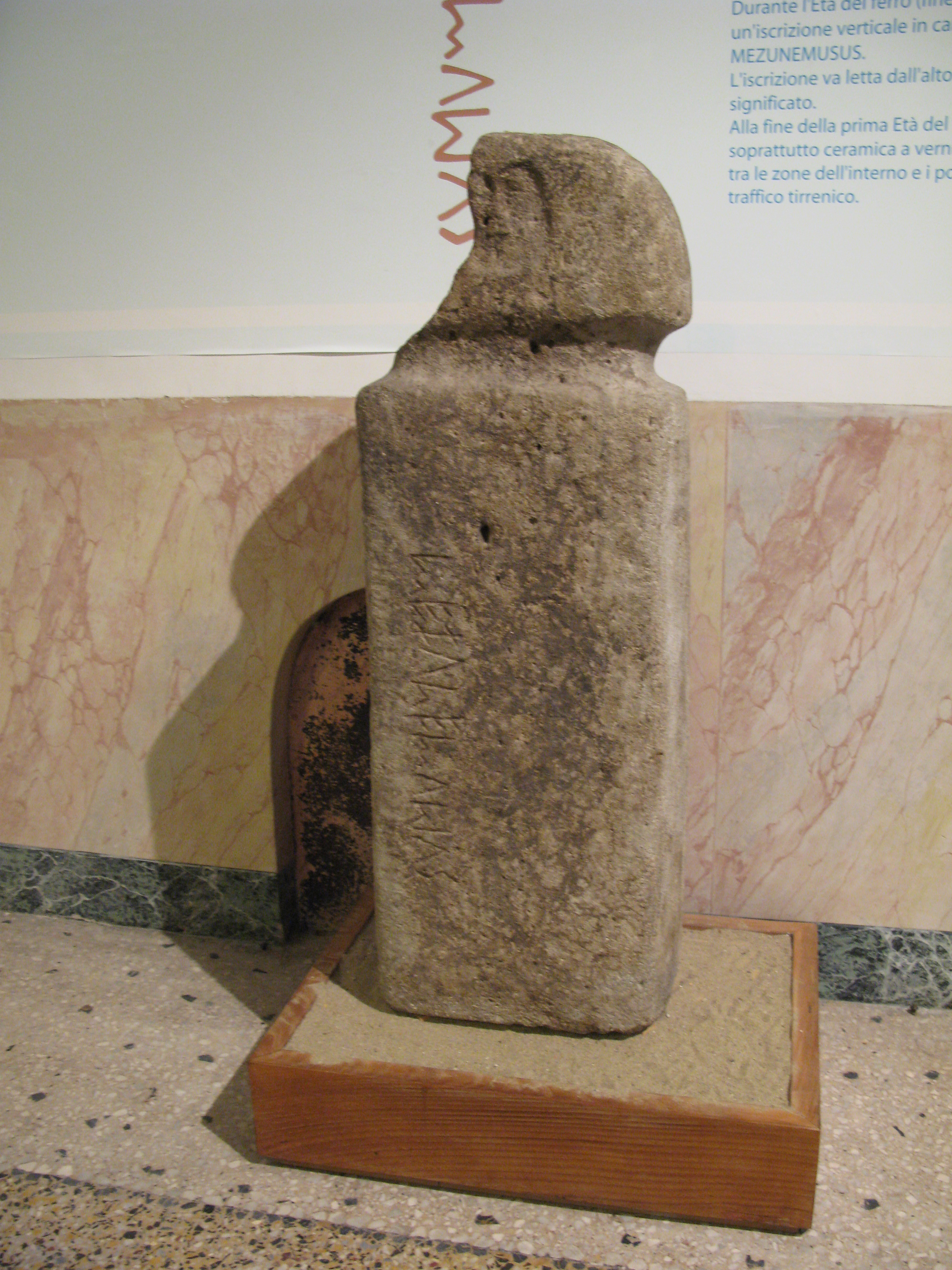
Estatua-menhir de Zignago (Liguria)
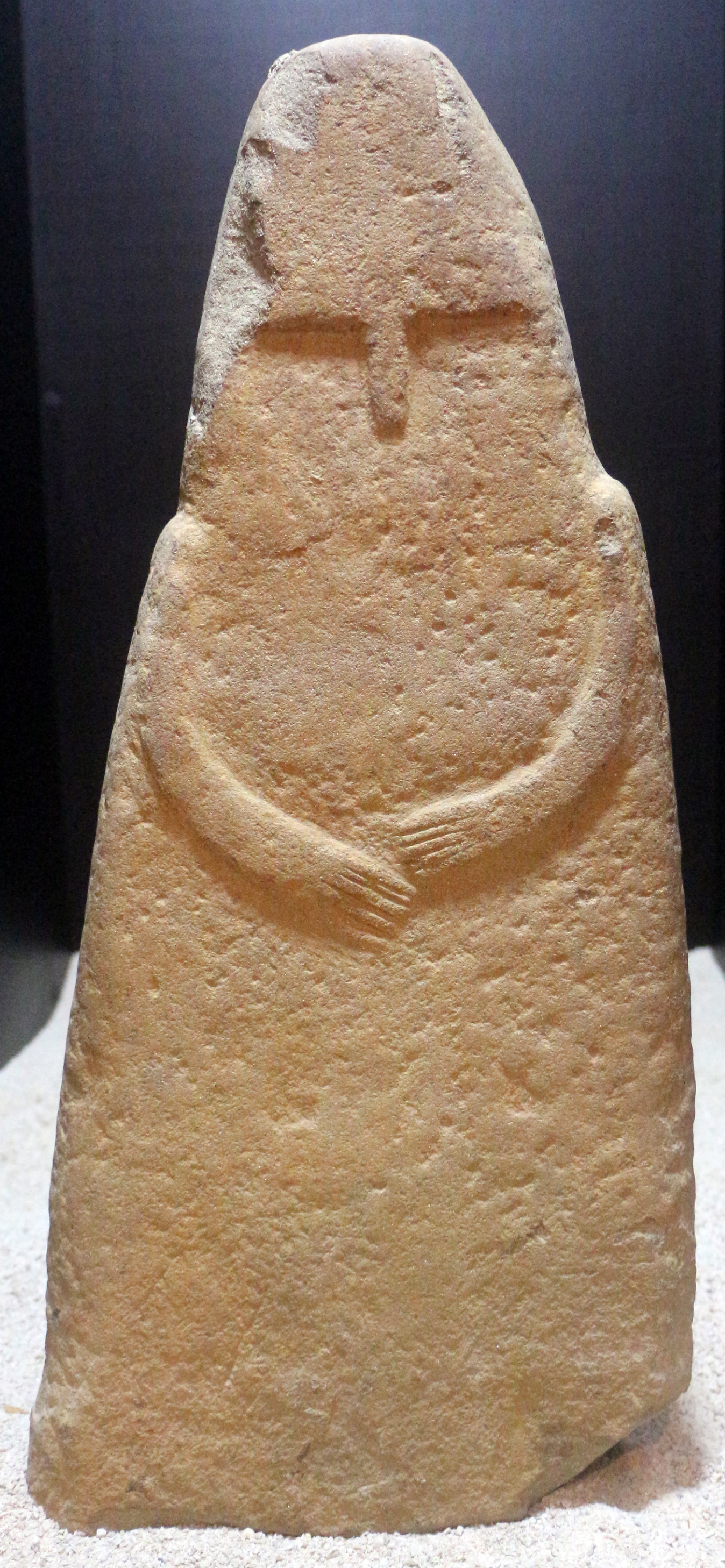
Estela de Vado all'Arancio (Liguria)

#### Cerdeña
En Cerdeña, el hallazgo más importante de estatuas-menhir es el del Monte Prama. Alrededor de 50 especímenes completamente diferentes fueron encontrados alrededor de Laconi. En 2005 se descubrió una nueva estatua menhir fragmentaria en Laconi y en 1996 se encontraron otras en la tumba de los gigantes de Murisiddi, cerca de Isili. En 2008 se encontraron numerosos menhires rotos en Cuccuru e Lai. Una forma específica de menhires prehistóricos se conoce como baityloi (en italiano: betili). En su mayoría son piedras no muy grandes, delgadas, parecidas a granadas que se mantienen erguidas. Algunas tienen agujeros en lugar de ojos, otras tienen senos. Una tiene un rostro humano.

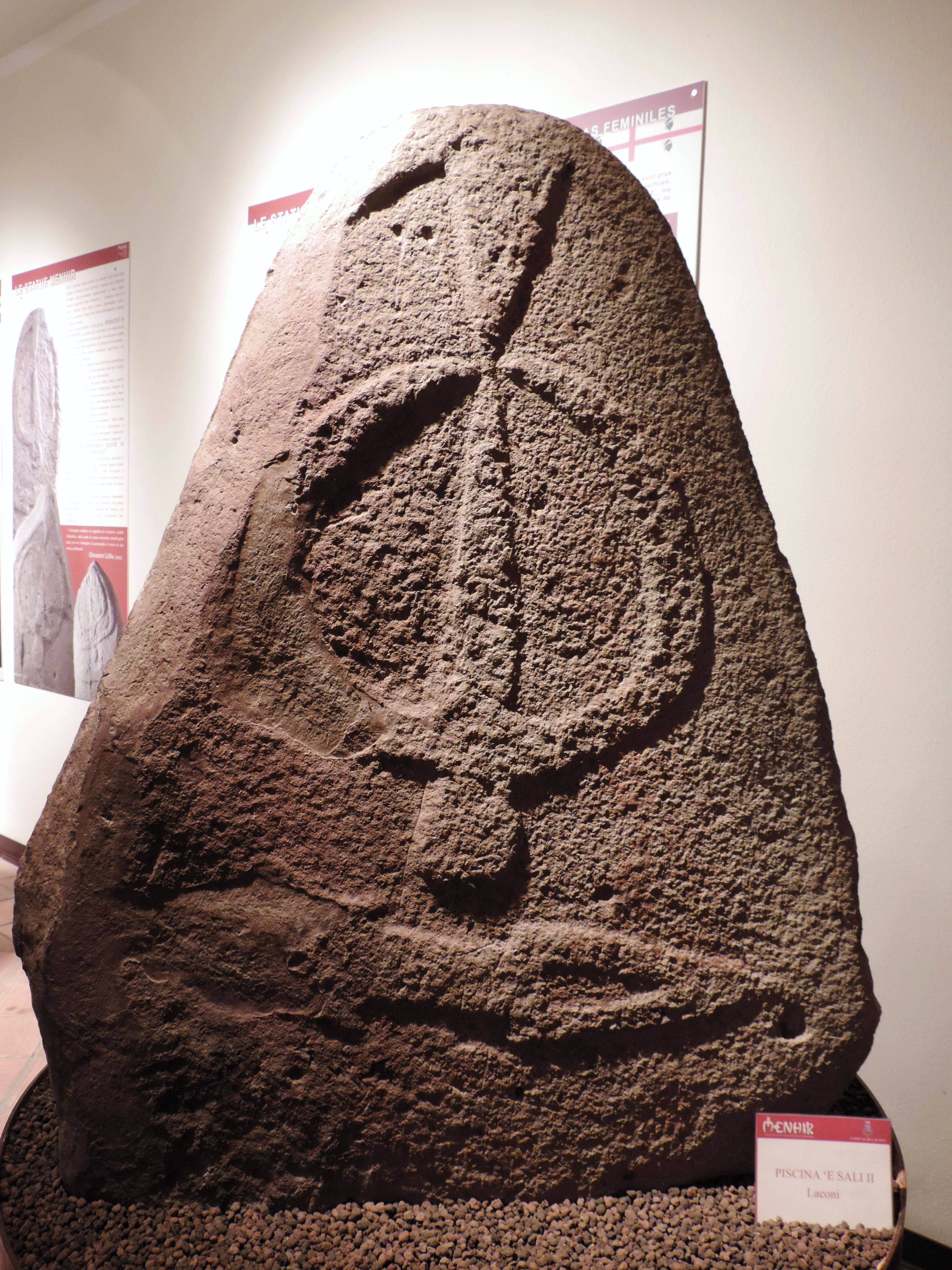
Estatua-menhir de estilo Laconi (Cerdeña)
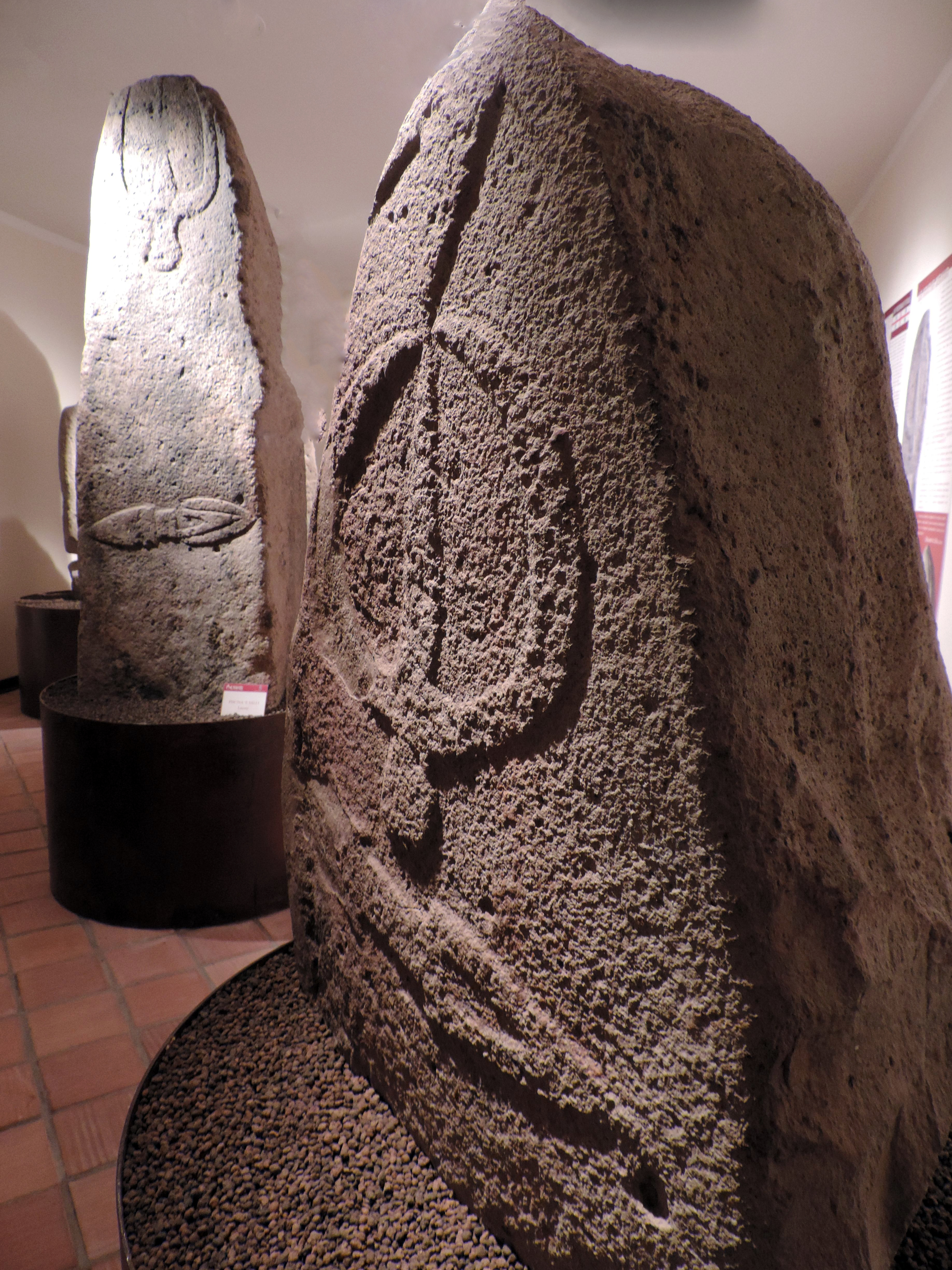
Estatuas-menhir de estilo Laconi en el museo del Palazzo Aymerich
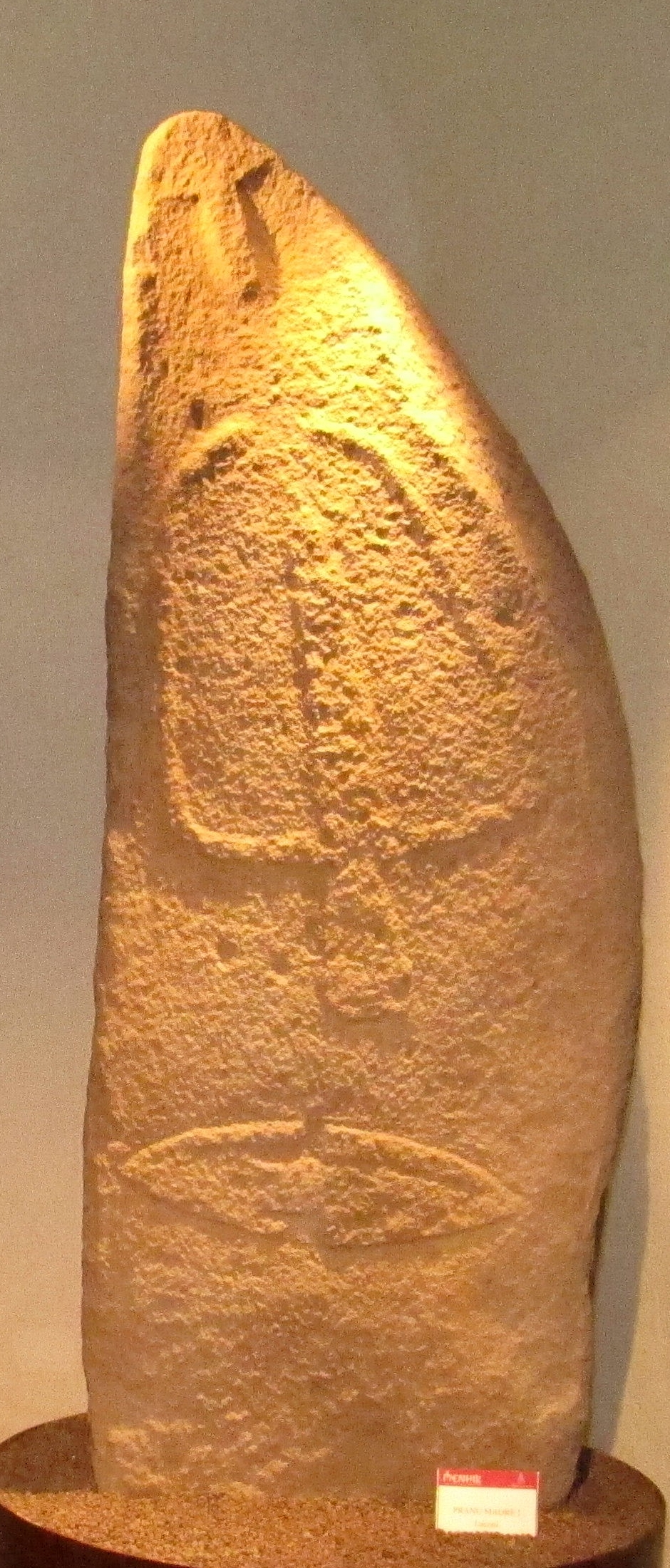
Estatua-menhir de estilo Laconi (Cerdeña)

### Ucrania

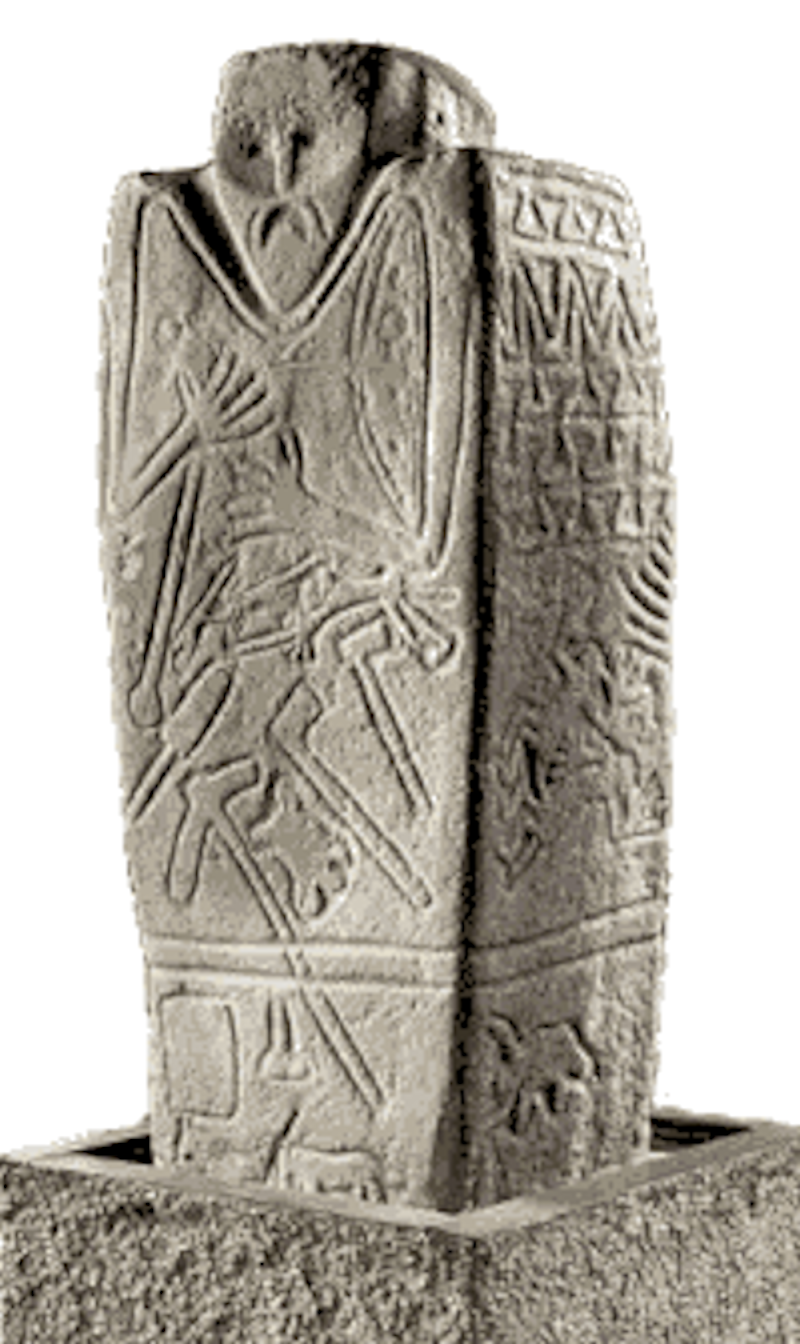
Ídolo de Kernosivka, estela kurgan del óblast de Dnipropetrovsk en Ucrania

Ucrania concentra un grupo de unas trescientas estelas y estatuas-menhir descubiertos entre los cursos inferiores del Don y el Danubio, a veces descrito como el «grupo Póntico». Las primeras estelas antropomorfas datan del IV milenio antes de Cristo y están asociados con la cultura yamna, particularmente con la cultura kemi oba. Su construcción abarca un período muy largo, desde finales del IV milenio a.  C. hasta la época de los pueblos escitas. A veces se clasifican bajo el nombre de estelas kurganes, cuando fueron descubiertas erigidas sobre kurganes o enterramientos en montículos, pero se puede excluir que fueran reutilizadas en estos montículos o esculpidas más tarde y luego erigidas sobre ellos.

### Otros países europeos
En la isla de Guernsey, se registran dos estatuas-menhir femeninas en Saint Andrew (Gran'mère du Chimquière, Demoiselle du Câtel). Presentan una gran unidad iconográfica con algunas figuras antropomorfas (Kerméné, Laniscar) y bajorrelieves que aparecen en varios enterramientos en galería (Prajou-Menhir, Crec'h Quillé) descubiertos en Bretaña. En la región parisina, en Chamigny, se ha descubierto recientemente una estatua-menhir.
En Alemania, algunos ejemplos se encuentran en Sachsen-Anhalt. Estas representaciones están constituidas por losas de aproximadamente un metro de altura integradas en contextos funerarios, en cámaras sepulcrales (menhir de Schafstädt, menhir de Pfützthal). Se trata de personajes femeninos, cuyos rostros sólo se evocan mediante la representación de ojos y narices, con collares y colgantes, o probablemente personajes masculinos equipados con un tahalí y un hacha (Dingelstadt). Aunque estas estatuas fueron descubiertas en un contexto de reutilización, parece que pueden vincularse con el Neolítico tardío y el inicio del Neolítico final.
En Suiza, las estelas del yacimiento de Petit-Chasseur constituyen un grupo muy homogéneo, común con las estatuas-menhir descubiertas en el yacimiento megalítico de Saint-Martin-de-Corléans, en Aosta, en Italia, conocido como «grupo Aoste-Sion». Tanto en Petit-Chasseur, como en Aosta, las estelas fueron descubiertas en el contexto de un complejo funerario e instaladas en dos fases, la primera vez entre el 2800 y el 2500 a. C., por segunda vez entre el 2500 y el 2200 a. C. En cuanto a las dos estatuas-menhir de Bevaix, de estilo muy diferente, fueron erigidas en el Neolítico medio y redecoradas en el Neolítico final.
En la zona de los Balcanes, se conocen desde hace mucho tiempo algunas estatuas-menhires, pero no existe una concentración geográfica propiamente dicha: Souphli Magoula en Larissa (Grecia), estatua de Kalitche (Bulgaria), menhir de Baia-Hamangia (Rumanía).

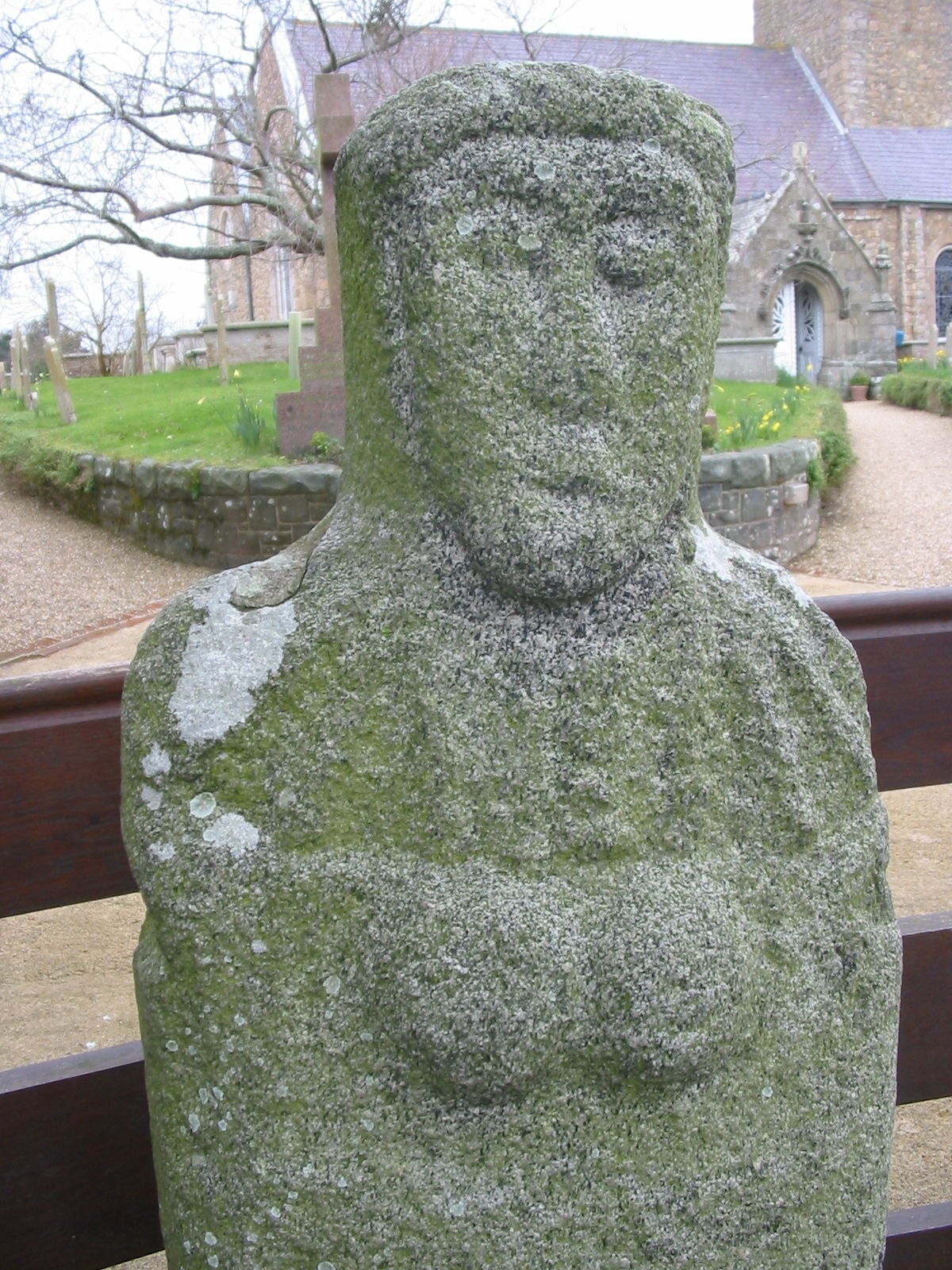
Gran'Mere de Chimquiere (Guernsey)
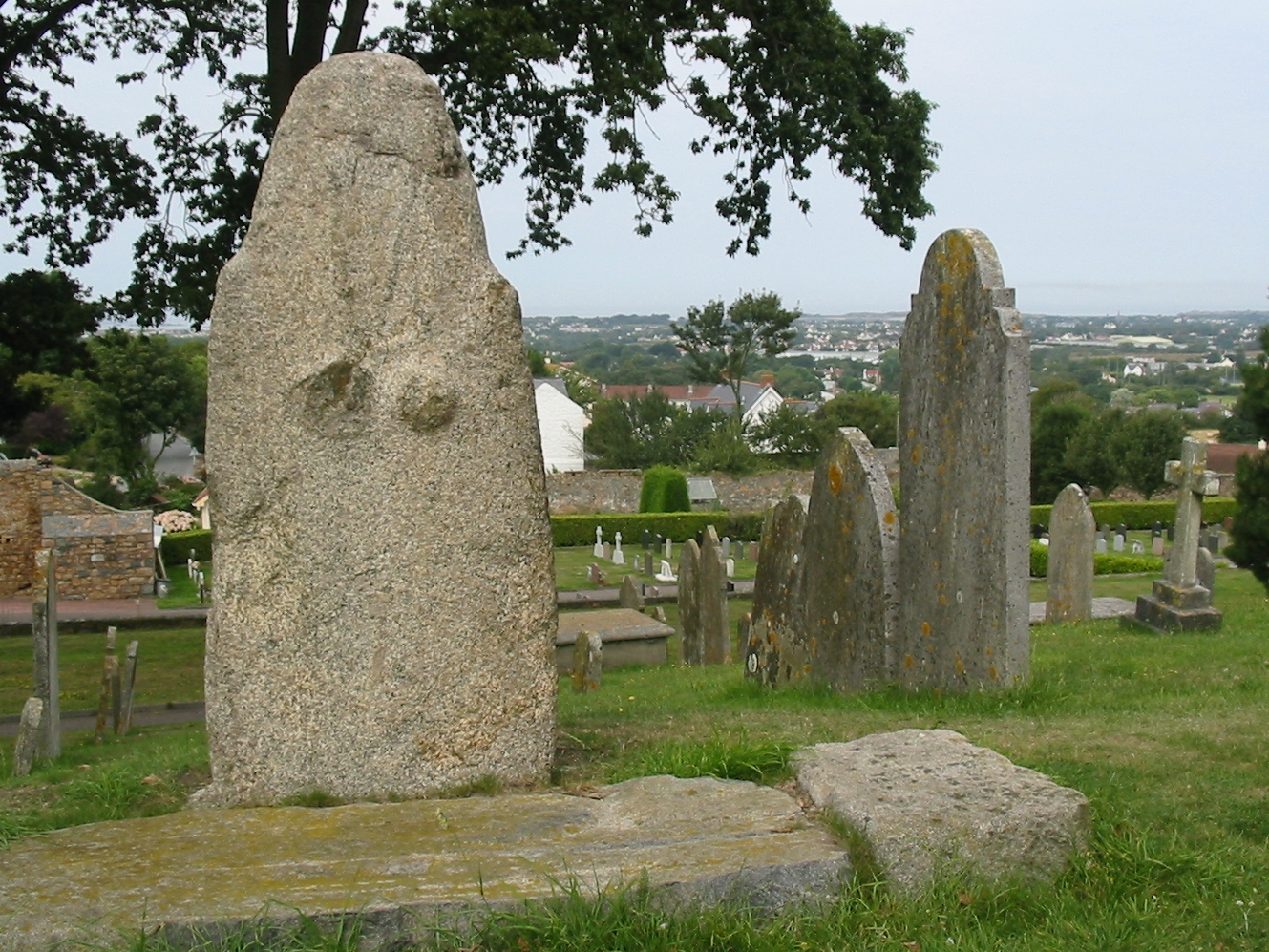
Demoiselle du Câtel (Guernsey)
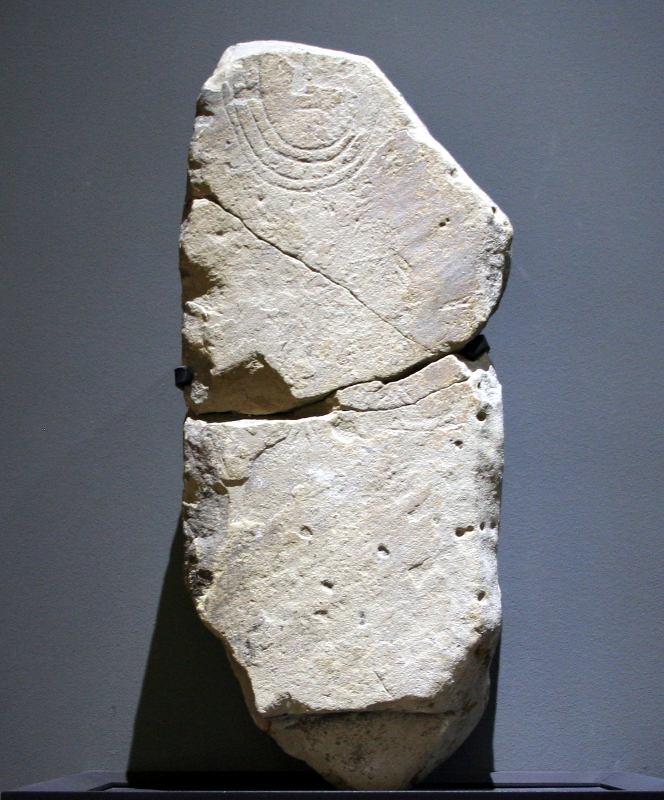
Menhir de Pfützthal (Alemania)
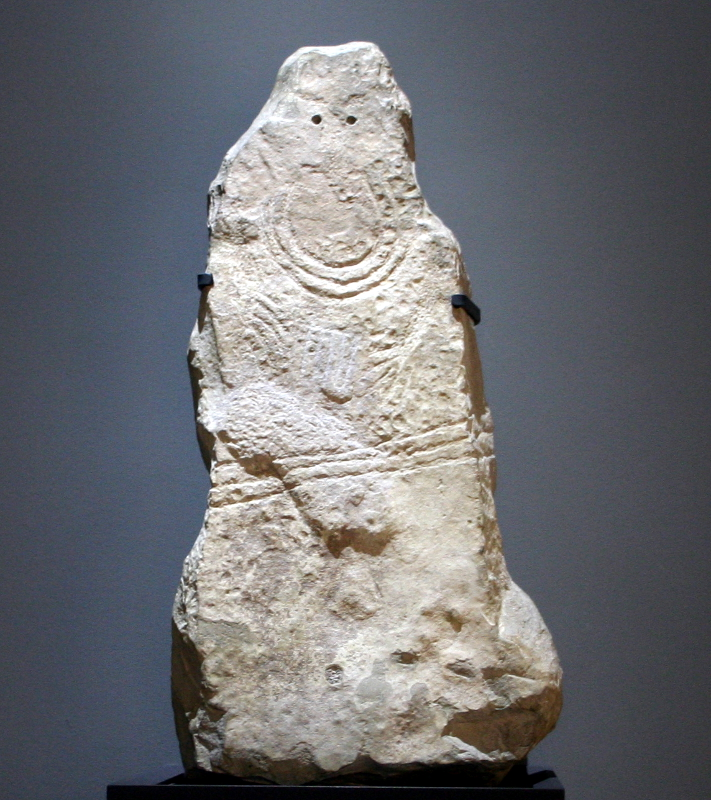
Menhir de Schafstädt (Alemania)
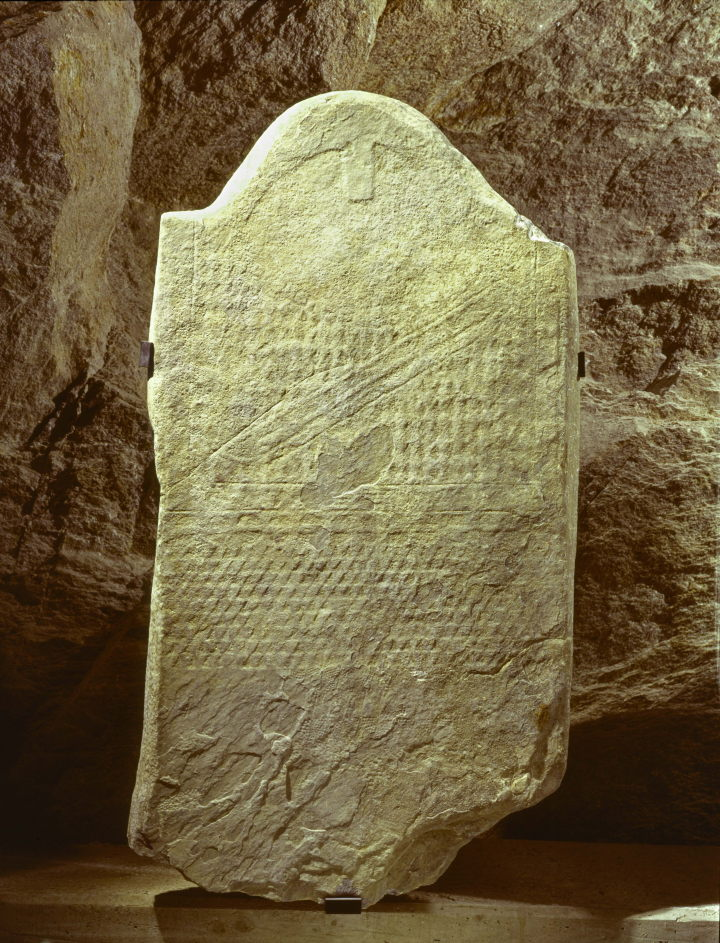
Estela n.° 25 del Petit-Chasseur (Suiza)
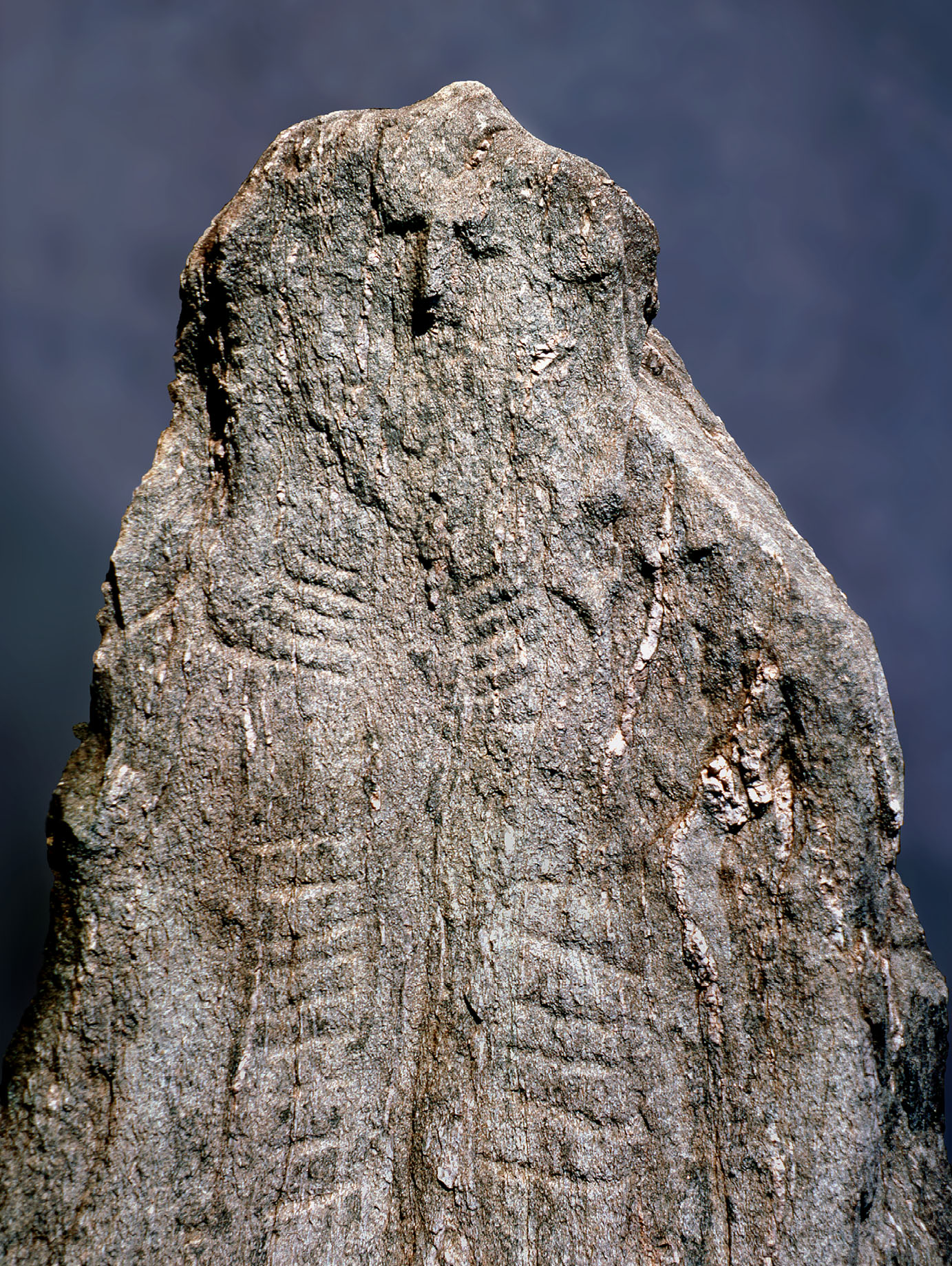
Estela-menhir de Treytel-A Sugiez (Suiza)
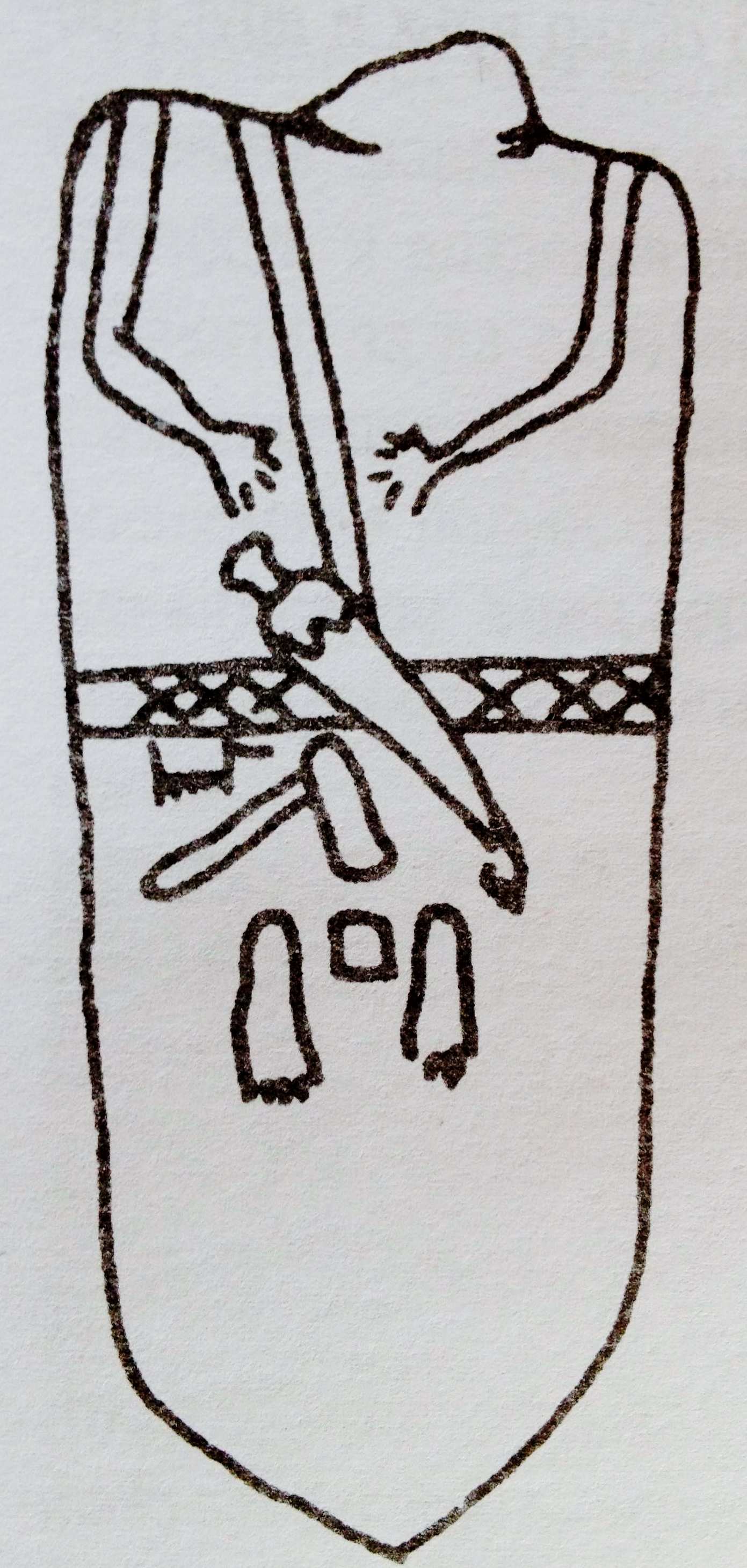
Estela de Kalitche (Bulgaria)
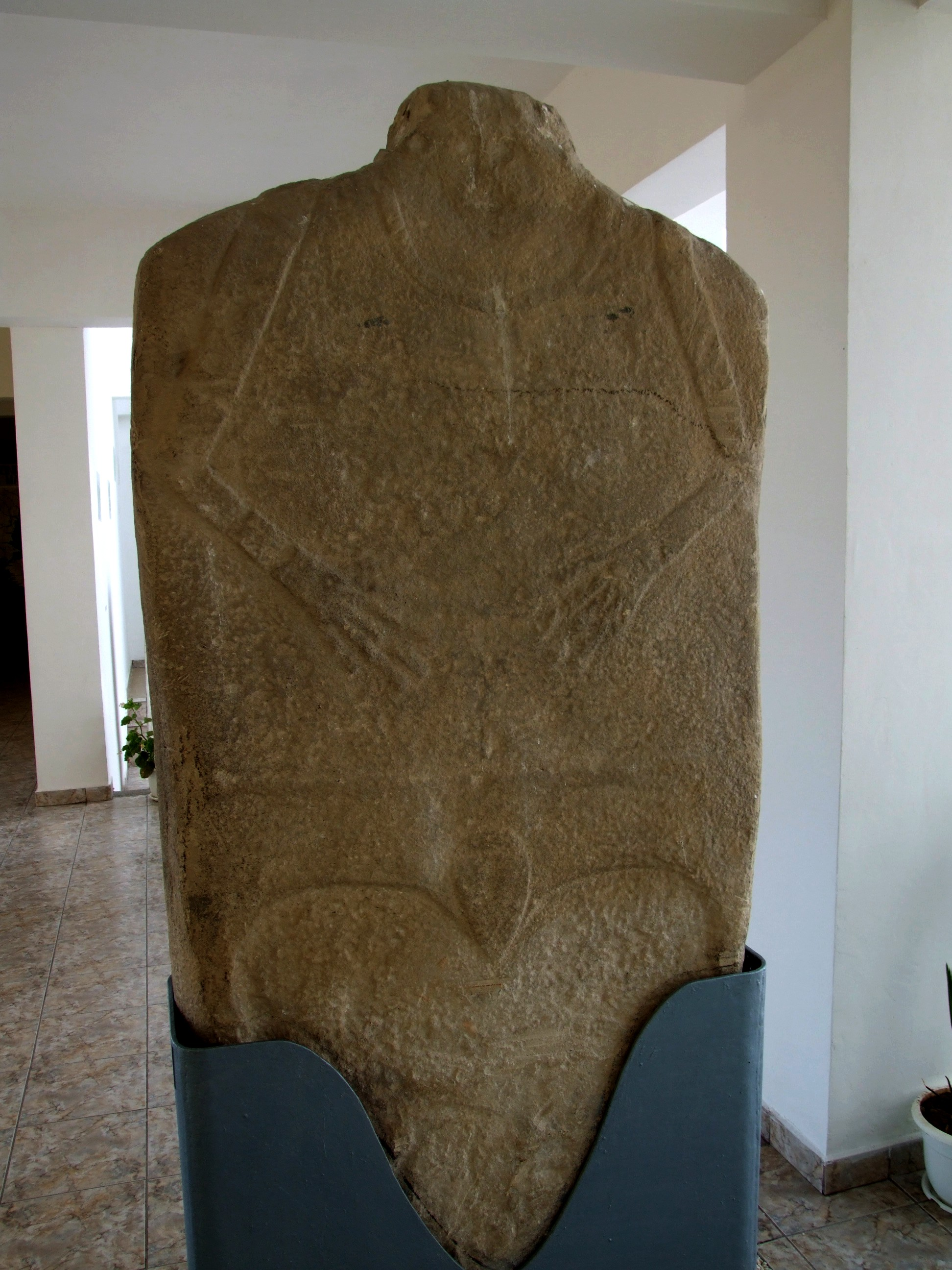
Menhir de Baia-Hamangia (Rumania)

## Origen del fenómeno
La variedad estilística de los principales grupos europeos sugiere dos visiones contradictorias: la primera considera que el origen del fenómeno proviene de una única zona geocultural (Crimea, bajo Danubio) como centro de difusión más o menos rápida hacia Europa Occidental; el segundo, destacando la diversidad de estilos, considera que hubo pluralidad de orígenes sin negar los contactos transculturales y explica la aparición de los estatuas-menhir como una evolución de los menhires del megalitismo atlántico-mediterráneo.

### Tesis del origen póntico
La tesis del origen de las estatuas en pie en la «estepa póntica» fue apoyada por numerosos autores tras la difusión de la hipótesis de los kurganes. Los principales argumentos presentados son la relación estilística (bloque de nariz-cejas en «T», portando un puñal), la contemporaneidad global de las series encontradas en las estepas y las del Mediterráneo occidental, la concomitancia de este movimiento con la supuesta fecha de la difusión de las lenguas indoeuropeas. Recordando que esta tesis «a menudo se considera obsoleta», Christian Jeunesse sostiene que las transformaciones culturales que aparecieron en el Mediterráneo occidental en el momento de la aparición de las estelas antropomorfas encontraron su contraparte en la región esteparia oriental al mismo tiempo.
Este período corresponde a un momento de importante desarrollo de la metalurgia del cobre y de la producción de grandes hojas de sílex. También ve la apariencia de la daga de cobre o pedernal y el hacha plana. En el mobiliario funerario de Italia o España estos objetos aparecen asociados a armazones de flechas de sílex. Estas innovaciones atestiguan el surgimiento de una nueva ideología basada en una fuerte valoración del individuo y del guerrero muy cercana a la que tradicionalmente asociamos con el establecimiento, 8 o 10 siglos después, de la cultura del vaso campaniforme. La cultura maikop sería la cuna de estas innovaciones que habrían sido transmitidas por poblaciones procedentes de la estepa póntica.

### Tesis del origen regional
Otros autores (Guilaine, D'Anna) insisten en las diferencias de estilo y de atributos que distinguen cada grupo considerado verdaderos «cánones o rasgos propios de determinadas zonas (por ejemplo las suelas del grupo póntico, el objeto del Midi, el tridente de Cerdeña, el colgante de cobre, con doble espiral, procedente del dominio alpino occidental)». Si bien se pueden establecer conexiones estilísticas entre estatuas pertenecientes a grupos regionales geográficamente muy distantes, el estudio detallado de estos grupos muestra que están altamente individualizados.
Jean Guilaine recuerda que las estelas antropomorfas y la iconografía megalítica se desarrollan a lo largo de un largo período de tiempo. Además, existen importantes diferencias cronológicas entre grupos que contradicen un único origen: el grupo de Rouergat ignora la metalurgia del cobre y aparece en la segunda mitad del IV milenio a. C., mientras que los grupos italianos del Trentino o Lunigiana se caracterizan por las dagas tipo Remedello y aparecen en la primera mitad del III milenio  a. C. La brecha cultural muy significativa entre la Europa del Este en la Edad del Bronce y la Europa Occidental todavía en el Calcolítico no parece, por otra parte, compatible con un proceso de difusión sin impacto sobre las culturas. «Del mismo modo, en Europa occidental el fenómeno no se limita al Neolítico final, sino que aparece en períodos más recientes (estatuas menhires del grupo corso). En consecuencia, actualmente no podemos afirmar que en Europa occidental el arte antropomórfico representado por las estatuas-menhires, estelas, losas esculpidas y grabadas, tenga realmente un origen único, aunque, además, sólidos argumentos arqueológicos confirman la existencia de relaciones de intercambio entre las regiones afectadas».